# Copa Argentina 2011-12
La Copa Argentina 2011-12 (llamada Copa «Sancor Seguros» Argentina 2011-12 por motivos de patrocinio) constituyó la tercera edición de dicha competición oficial organizada por la Asociación del Fútbol Argentino. Contó con la participación de 186 equipos, todos los que disputaban los torneos de Primera División, Primera B Nacional, Primera B, Primera C, Primera D, Torneo Argentino A y Torneo Argentino B, más dos equipos de las provincias que no tenían participantes en dichas competiciones (La Rioja y Tierra del Fuego AIAS).
Es el primer campeonato de Copa Argentina luego de más de 40 años de haberse interrumpido. El torneo fue organizado por el agente comercial de la AFA, Santa Mónica, con los mismos auspiciantes y un contrato con la compañía Adidas.
Consagró campeón al Club Atlético Boca Juniors, con lo que clasificó a la segunda fase de la Copa Sudamericana 2012 y a la disputa de la primera edición de la Supercopa Argentina, contra Arsenal Fútbol Club, campeón del Torneo Clausura 2012.

## Equipos participantes

### Primera División
| All Boys          | Argentinos Juniors | Arsenal       | Atlético de Rafaela |
| Banfield          | Belgrano           | Boca Juniors  | Colón               |
| Estudiantes (LP)  | Godoy Cruz         | Independiente | Lanús               |
| Newell's Old Boys | Olimpo             | Racing Club   | San Lorenzo         |
| San Martín (SJ)   | Tigre              | Unión         | Vélez Sarsfield     |

### Segunda categoría

#### Primera B Nacional
| Aldosivi        | Almirante Brown    | Atlanta                 | Atlético Tucumán        |
| Boca Unidos     | Chacarita Juniors  | Defensa y Justicia      | Deportivo Merlo         |
| Desamparados    | Ferro Carril Oeste | Gimnasia y Esgrima (J)  | Gimnasia y Esgrima (LP) |
| Guillermo Brown | Huracán            | Independiente Rivadavia | Instituto               |
| Patronato       | Quilmes            | River Plate             | Rosario Central         |

### Tercera categoría

#### Primera B
| Acassuso         | Almagro           | Barracas Central       | Brown (A)         |
| Colegiales       | Comunicaciones    | Defensores de Belgrano | Deportivo Armenio |
| Deportivo Morón  | Estudiantes (BA)  | Flandria               | General Lamadrid  |
| Los Andes        | Nueva Chicago     | Platense               | San Telmo         |
| Sarmiento (J)    | Sportivo Italiano | Temperley              | Tristán Suárez    |
| Villa San Carlos |                   |                        |                   |

#### Torneo Argentino A
| Alumni (VM)        | Central Córdoba (SdE)        | Central Norte (S)           | Cipolletti      |
| CAI                | Crucero del Norte            | Defensores de Belgrano (VR) | Deportivo Maipú |
| Douglas Haig       | Gimnasia y Esgrima(CdU)      | Gimnasia y Tiro (S)         | Huracán (TA)    |
| Juventud Antoniana | Juventud Unida Universitario | Libertad (S)                | Racing (C)      |
| Racing (O)         | Rivadavia (L)                | San Martín (T)              | Santamarina     |
| Sportivo Belgrano  | Talleres (C)                 | Tiro Federal (R)            | Unión (MdP)     |
| Unión (S)          |                              |                             |                 |

### Cuarta categoría

#### Primera C
| Argentino (M)     | Berazategui       | Cambaceres  | Central Córdoba (R) |
| Defensores Unidos | Deportivo Español | Dock Sud    | El Porvenir         |
| Excursionistas    | J.J. Urquiza      | Laferrere   | Leandro N. Alem     |
| Liniers           | Luján             | Midland     | Sacachispas         |
| San Miguel        | Talleres (RdE)    | UAI Urquiza | Villa Dálmine       |

#### Torneo Argentino B
| 9 de Julio (M)         | 9 de Julio (R)     | Altos Hornos Zapla            | Alvarado             |
| Alvear Foot Ball Club  | Atenas             | Atlético Concepción           | Atlético Paraná      |
| Atlético Policial      | Atlético San Jorge | Bella Vista                   | Ben Hur              |
| Boca Río Gallegos      | Chaco For Ever     | Colegiales (C)                | Complejo Deportivo   |
| Concepción Fútbol Club | Cruz del Sur       | Defensores de Pronunciamiento | Deportivo Madryn     |
| Deportivo Roca         | El Linqueño        | Estudiantes (RC)              | Ferro (O)            |
| General Paz Juniors    | Jorge Gibson Brown | Gimnasia y Esgrima (M)        | Grupo Universitario  |
| Guaraní Antonio Franco | Guaymallén         | Huracán de Comodoro           | Huracán Las Heras    |
| Independiente (T)      | Jorge Newbery (CR) | Jorge Newbery (VT)            | Juventud Alianza     |
| Juventud Unida (G)     | La Emilia          | Liniers (BB)                  | Maronese             |
| Mitre (SdE)            | Once Tigres        | Racing (T)                    | San Jorge (T)        |
| San Martín (F)         | San Martín (M)     | Sarmiento (SdE)               | Sarmiento (L)        |
| Sarmiento (R)          | Sportivo Del Bono  | Sportivo Las Heras            | Sportivo Las Parejas |
| Sportivo Patria        | Talleres (P)       | Textil Mandiyú                | Tiro Federal (M)     |
| Trinidad               | Unión (VK)         | Villa Cubas                   | Villa Mitre          |

### Quinta categoría

#### Primera D
| Argentino de Quilmes | Argentino (R)     | Atlas          | Cañuelas          |
| Central Ballester    | Centro Español    | Claypole       | Deportivo Muñiz   |
| Deportivo Paraguayo  | Deportivo Riestra | Fénix          | Ituzaingó         |
| Juventud Unida (SM)  | Lugano            | San Martín (B) | Sportivo Barracas |
| Victoriano Arenas    | Yupanqui          |                |                   |

#### Torneo del Interior- equipos invitados
| Atlético Riojano | Real Madrid (RG) |  |  |

### Distribución geográfica de los equipos
Uno de los principales objetivos de esta copa es la federalización de la competencia, haciendo participar a equipos de todo el país, por lo que se propuso que en la primera instancia jueguen representantes de cada provincia. Por esta razón se invitaron entidades de La Rioja y Tierra del Fuego, que no cuentan con participantes en ninguna de las categorías de las que proceden los equipos.
| Región                                                             | Equipos |
| ------------------------------------------------------------------ | ------- |
| Ciudad de Buenos Aires                                             | 21      |
| Provincia de Buenos Aires                                          | 77      |
| Provincia de Catamarca                                             | 2       |
| Provincia del Chaco                                                | 2       |
| Provincia del Chubut                                               | 6       |
| Provincia de Córdoba                                               | 13      |
| Provincia de Corrientes                                            | 2       |
| Provincia de Entre Ríos                                            | 7       |
| Provincia de Formosa                                               | 2       |
| Provincia de Jujuy                                                 | 3       |
| Provincia de La Pampa                                              | 1       |
| Provincia de La Rioja                                              | 1       |
| Provincia de Mendoza                                               | 7       |
| Provincia de Misiones                                              | 3       |
| Provincia del Neuquén                                              | 1       |
| Provincia de Río Negro                                             | 3       |
| Provincia de Salta                                                 | 3       |
| Provincia de San Juan                                              | 6       |
| Provincia de San Luis                                              | 1       |
| Provincia de Santa Cruz                                            | 1       |
| Provincia de Santa Fe                                              | 15      |
| Provincia de Santiago del Estero                                   | 3       |
| Provincia de Tierra del Fuego, Antártida e Islas del Atlántico Sur | 1       |
| Provincia de Tucumán                                               | 5       |
| Total                                                              | 186     |

## Formato de la competencia
Constó de una Fase Inicial que se juega con la localía definida por sorteo, en la que participan la totalidad de los equipos de la Primera B Metropolitana, la Primera C y la Primera D, reunidos en la Zona A; y de los campeonatos organizados por el Consejo Federal, los torneos Argentino A y Argentino B, sumados los dos equipos ganadores de la clasificación previa, los que conforman la Zona B.
Cumplida la Fase Inicial, de la que saldrán 24 clasificados, se desarrollará la Fase Final, a jugarse en sedes únicas, determinadas por el ente organizador. En ella se sumarán los 20 clubes de la Primera B Nacional y los de Primera División, haciendo un total de 64 equipos.
Tras la eliminatoria previa, que se jugó a dos partidos, cada una de las etapas se definió por eliminación directa, a un solo partido. En todas las fases, si al término del encuentro el mismo resultó igualado, se decidió al ganador mediante tiros desde el punto penal.

## Clasificación previa
Para disputar el cupo correspondiente a las provincias que no tienen participantes en ninguna de las categorías, dos equipos invitados de cada una de ellas jugaron una eliminatoria a partido de ida y vuelta.

### Tierra del Fuego, Antártida e Islas del Atlántico Sur
| Fechas                    | Local ida                     | Puntaje global | Local vuelta         | Ida | Vuelta    |
| ------------------------- | ----------------------------- | -------------- | -------------------- | --- | --------- |
| 17 de julio - 24 de julio | Los Cuervos del Fin del Mundo | 1 - 2          | Real Madrid (RG) (p) | 1-0 | 0-2 (2-4) |

### La Rioja
| Fechas                    | Local ida            | Puntaje global | Local vuelta       | Ida | Vuelta    |
| ------------------------- | -------------------- | -------------- | ------------------ | --- | --------- |
| 17 de julio - 24 de julio | (p) Atlético Riojano | 3 - 3          | Atlético Chilecito | 2-1 | 1-2 (4-3) |

## Fase inicial
Participaron de ella un total de 146 equipos, 59 directamente afiliados, que integraron la Zona Metropolitana, y 87 indirectamente afiliados, agrupados en la Zona Interior.

### Primera eliminatoria
La conformaron equipos de la Zona Metropolitana. Se disputaron nueve partidos entre los 18 equipos de Primera D el día 31 de agosto, y los ganadores se agregaron a la Segunda Eliminatoria.
| Fecha        | Local               | Resultado     | Visitante            |
| ------------ | ------------------- | ------------- | -------------------- |
| 31 de agosto | Victoriano Arenas   | 0 - 2         | Argentino de Quilmes |
| 31 de agosto | Atlas               | (4) 0 - 0 (5) | Claypole             |
| 31 de agosto | Ituzaingó           | 1 - 0         | Argentino (R)        |
| 31 de agosto | Lugano              | (4) 0 - 0 (5) | San Martín (B)       |
| 31 de agosto | Riestra             | 1 - 0         | Muñiz                |
| 31 de agosto | Cañuelas            | (5) 0 - 0 (3) | Centro Español       |
| 31 de agosto | Juventud Unida (SM) | 1 - 0         | Central Ballester    |
| 31 de agosto | Fénix               | 1 - 0         | Sportivo Barracas    |
| 31 de agosto | Yupanqui            | 2 - 0         | Deportivo Paraguayo  |

### Segunda eliminatoria

#### Zona Metropolitana
La disputaron los 21 equipos de la Primera B, los 20 equipos de Primera C, y los 9 equipos de Primera D ganadores de la Primera Eliminatoria. Los 25 ganadores junto con los 23 equipos indirectamente afiliados provenientes de la Tercera Eliminatoria pasaron a la Cuarta Eliminatoria. Los partidos se disputaron entre el 13 de septiembre y el 21 de septiembre.
| Fecha            | Local                  | Resultado     | Visitante            |
| ---------------- | ---------------------- | ------------- | -------------------- |
| 14 de septiembre | Acassuso               | 1 - 0         | Argentino de Quilmes |
| 14 de septiembre | Barracas Central       | (3) 0 - 0 (0) | Claypole             |
| 14 de septiembre | Nueva Chicago          | 2 - 0         | Ituzaingó            |
| 13 de septiembre | Defensores de Belgrano | (4) 1 - 1 (2) | San Martín (B)       |
| 14 de septiembre | Los Andes              | (2) 0 - 0 (4) | Riestra              |
| 21 de septiembre | Deportivo Morón        | 2 - 0         | Cañuelas             |
| 21 de septiembre | Platense               | 3 - 1         | Juventud Unida (SM)  |
| 13 de septiembre | Sarmiento (J)          | (4) 1 - 1 (2) | Fénix                |
| 15 de septiembre | Temperley              | 2 - 1         | Yupanqui             |
| 15 de septiembre | Almagro                | (5) 0 - 0 (4) | Midland              |
| 14 de septiembre | Deportivo Armenio      | 1 - 3         | Villa Dálmine        |
| 14 de septiembre | Brown (A)              | 0 - 1         | Cambaceres           |
| 14 de septiembre | Colegiales             | 1 - 0         | UAI Urquiza          |
| 14 de septiembre | Comunicaciones         | (5) 0 - 0 (3) | Deportivo Español    |
| 14 de septiembre | Estudiantes (BA)       | 1 - 0         | Defensores Unidos    |
| 14 de septiembre | Flandria               | (2) 0 - 0 (4) | Sacachispas          |
| 14 de septiembre | Sportivo Italiano      | 2 - 1         | Luján                |
| 20 de septiembre | General Lamadrid       | (5) 1 - 1 (4) | Dock Sud             |
| 7 de septiembre  | San Telmo              | 2 - 0         | San Miguel           |
| 21 de septiembre | Villa San Carlos       | (4) 0 - 0 (5) | El Porvenir          |
| 14 de septiembre | Tristán Suárez         | (5) 0 - 0 (4) | Leandro N. Alem      |
| 7 de septiembre  | Argentino (M)          | 3 - 1         | Liniers              |
| 7 de septiembre  | Talleres (RdE)         | (2) 1 - 1 (4) | Central Córdoba (R)  |
| 7 de septiembre  | Excursionistas         | (8) 1 - 1 (7) | J.J. Urquiza         |
| 7 de septiembre  | Laferrere              | (4) 2 - 2 (3) | Berazategui          |

#### Zona Interior
La disputaron 25 equipos del Torneo Argentino A, 60 equipos del Torneo Argentino B y 2 equipos invitados de las provincias de La Rioja y Tierra del Fuego AIAS. Del total de 87 equipos, 82 equipos compitieron entre sí en esta instancia, los días 6, 7 y 8 de septiembre, y los 41 equipos ganadores pasaron a la Tercera Eliminatoria.
| Fecha           | Local                    | Resultado     | Visitante              |
| --------------- | ------------------------ | ------------- | ---------------------- |
| 7 de septiembre | Boca Río Gallegos        | 2 - 0         | Real Madrid (RG)       |
| 7 de septiembre | Deportivo Madryn         | 1 - 2         | Racing (T)             |
| 7 de septiembre | Huracán de Comodoro      | 1 - 0         | Jorge Newbery (CR)     |
| 7 de septiembre | Cipolletti               | 2 - 3         | Deportivo Roca         |
| 7 de septiembre | Cruz del Sur             | 1 - 0         | Maronese               |
| 7 de septiembre | Villa Mitre              | 1 - 0         | Alvear FBC             |
| 7 de septiembre | Santamarina              | (5) 2 - 2 (3) | Bella Vista (BB)       |
| 8 de septiembre | Unión (MdP)              | 2 - 0         | Liniers (BB)           |
| 7 de septiembre | Alvarado                 | (3) 1 - 1 (2) | Independiente (T)      |
| 7 de septiembre | Huracán (TA)             | (4) 0 - 0 (1) | El Linqueño            |
| 7 de septiembre | Rivadavia (L)            | 2 - 0         | La Emilia              |
| 7 de septiembre | Douglas Haig             | 2 - 1         | Ferro (O)              |
| 7 de septiembre | Racing (O)               | 5 - 0         | Grupo Universitario    |
| 7 de septiembre | Def. de Belgrano (VR)    | 2 - 0         | Once Tigres            |
| 7 de septiembre | Juventud Unida (G)       | 0 - 1         | Atlético San Jorge     |
| 7 de septiembre | Atlético Paraná          | (4) 1 - 1 (3) | Jorge Newbery (VT)     |
| 7 de septiembre | Unión (S)                | (0) 1 - 1 (3) | 9 de Julio (R)         |
| 8 de septiembre | Libertad (S)             | 2 - 0         | Ben Hur                |
| 7 de septiembre | Colegiales(C)            | (1) 0 - 0 (4) | Sportivo Las Heras     |
| 8 de septiembre | Gimnasia y Esgrima (CdU) | 3 - 2         | Defensores (P)         |
| 7 de septiembre | Sportivo Patria          | 1 - 0         | Chaco For Ever         |
| 6 de septiembre | Sarmiento (R)            | (4) 0 - 0 (3) | San Martín (F)         |
| 7 de septiembre | Textil Mandiyú           | (2) 0 - 0 (3) | Guaraní Antonio Franco |
| 7 de septiembre | Crucero del Norte        | (4) 0 - 0 (3) | Gibson Brown           |
| 7 de septiembre | Tiro Federal (M)         | (5) 0 - 0 (4) | 9 de Julio (M)         |
| 7 de septiembre | Talleres (C)             | 4 - 1         | General Paz Juniors    |
| 7 de septiembre | Sarmiento (L)            | (3) 1 - 1 (2) | Complejo Deportivo     |
| 7 de septiembre | Estudiantes (RC)         | (2) 1 - 1 (4) | Atenas (RC)            |
| 6 de septiembre | Racing (C)               | 1 - 0         | Atlético Riojano       |
| 7 de septiembre | Juventud Unida (SL)      | (5) 0 - 0 (3) | Gimnasia y Esgrima (M) |
| 7 de septiembre | Alumni (VM)              | 3 - 1         | Sportivo Las Parejas   |
| 6 de septiembre | Trinidad (SJ)            | 1 - 0         | Sportivo Del Bono      |
| 8 de septiembre | Juventud Alianza (SJ)    | (4) 0 - 0 (5) | Unión (VK)             |
| 6 de septiembre | Huracán Las Heras        | 1 - 2         | Guaymallén             |
| 8 de septiembre | Deportivo Maipú          | (4) 0 - 0 (3) | San Martín (M)         |
| 7 de septiembre | Atlético Policial        | 1 - 0         | Villa Cubas            |
| 8 de septiembre | Central Córdoba (SdE)    | 2 - 1         | Mitre (SdE)            |
| 7 de septiembre | Juventud Antoniana       | 1 - 0         | Concepción FC          |
| 7 de septiembre | Gimnasia y Tiro (S)      | 2 - 0         | San Jorge (T)          |
| 7 de septiembre | Altos Hornos Zapla       | (2) 0 - 0 (3) | Talleres (P)           |
| 7 de septiembre | Sarmiento (SdE)          | 1 - 0         | Atlético Concepción    |

### Tercera eliminatoria
La disputaron equipos de la Zona Interior. A los 41 equipos ganadores de la Segunda Eliminatoria, se les sumaron los 5 equipos del Argentino A, preestablecidos por ser los de mejor desempeño en el último torneo de la categoría, que no tuvieron competencia en dicha instancia. Totalizaron así 46 equipos, que fueron sorteados y compitieron entre sí entre el 13 y el 21 de septiembre con el fin de determinar 23 equipos ganadores, que pasaron a la Cuarta Eliminatoria, con los 25 equipos directamente afiliados provenientes de la Segunda Eliminatoria de la Zona Metropolitana.
| Fecha            | Local                    | Resultado     | Visitante              |
| ---------------- | ------------------------ | ------------- | ---------------------- |
| 14 de septiembre | Racing (T)               | (4) 0 - 0 (3) | Boca Río Gallegos      |
| 14 de septiembre | CAI                      | (3) 1 - 1 (5) | Huracán de Comodoro    |
| 14 de septiembre | Deportivo Roca           | 1 - 0         | Cruz del Sur           |
| 14 de septiembre | Santamarina              | 1 - 0         | Villa Mitre            |
| 15 de septiembre | Alvarado                 | 1 - 2         | Unión (MdP)            |
| 14 de septiembre | Rivadavia (L)            | (3) 2 - 2 (4) | Huracán (TA)           |
| 14 de septiembre | Tiro Federal (R)         | (2) 2 - 2 (3) | Douglas Haig           |
| 14 de septiembre | Racing (O)               | 1 - 0         | Def. de Belgrano (VR)  |
| 14 de septiembre | Atlético Paraná          | 1 - 0         | Atlético San Jorge     |
| 14 de septiembre | Libertad (S)             | (4) 0 - 0 (3) | 9 de Julio (R)         |
| 14 de septiembre | Gimnasia y Esgrima (CdU) | 3 - 0         | Sportivo Las Heras     |
| 14 de septiembre | Sarmiento (R)            | 4 - 1         | Sportivo Patria        |
| 14 de septiembre | Crucero del Norte        | 2 - 1         | Guaraní Antonio Franco |
| 13 de septiembre | Sportivo Belgrano        | 4 - 2         | Tiro Federal (M)       |
| 13 de septiembre | Talleres (C)             | (4) 0 - 0 (3) | Sarmiento (L)          |
| 15 de septiembre | Racing (C)               | 2 - 1         | Atenas (RC)            |
| 21 de septiembre | Juventud Unida (SL)      | 1 - 0         | Alumni                 |
| 15 de septiembre | Trinidad (SJ)            | (2) 1 - 1 (4) | Unión (VK)             |
| 14 de septiembre | Deportivo Maipú          | 0 - 1         | Guaymallén             |
| 15 de septiembre | Central Córdoba (SdE)    | (0) 0 - 0 (2) | Atlético Policial      |
| 14 de septiembre | Juventud Antoniana       | (4) 0 - 0 (5) | Gimnasia y Tiro (S)    |
| 21 de septiembre | Central Norte            | 2 - 0         | Talleres (P)           |
| 15 de septiembre | San Martín (T)           | 4 - 0         | Sarmiento (SdE)        |

### Cuarta eliminatoria
Los 48 equipos ganadores provenientes de la Segunda y Tercera Eliminatoria (25 directamente afiliados y 23 indirectamente afiliados) fueron sorteados teniendo en cuenta la proximidad geográfica para obtener las llaves de cruces de partidos. Los 24 equipos ganadores clasificaron a los 32.avos de final, instancia en la cual se midieron con equipos de Primera División y Primera B Nacional.

#### Zona Metropolitana
| Fecha            | Local             | Resultado     | Visitante              |
| ---------------- | ----------------- | ------------- | ---------------------- |
| 5 de octubre     | General Lamadrid  | 2 - 1         | Nueva Chicago          |
| 11 de octubre    | Almagro           | 0 - 1         | Defensores de Belgrano |
| 4 de octubre     | Argentino (M)     | (1) 1 - 1 (2) | Excursionistas         |
| 28 de septiembre | Laferrere         | (3) 1 - 1 (4) | Sacachispas            |
| 28 de septiembre | Tristán Suárez    | 0 - 1         | El Porvenir            |
| 12 de octubre    | Acassuso          | (3) 0 - 0 (4) | Riestra                |
| 4 de octubre     | Deportivo Morón   | 0 - 1         | Sarmiento (J)          |
| 12 de octubre    | Estudiantes (BA)  | (5) 2 - 2 (3) | Cambaceres             |
| 28 de septiembre | Comunicaciones    | 1 - 2         | Colegiales             |
| 5 de octubre     | San Telmo         | (2) 0 - 0 (4) | Barracas Central       |
| 5 de octubre     | Sportivo Italiano | (2) 1 - 1 (0) | Temperley              |
| 5 de octubre     | Platense          | (1) 1 - 1 (3) | Villa Dálmine          |

#### Zona Interior
| Fecha            | Local               | Resultado     | Visitante                |
| ---------------- | ------------------- | ------------- | ------------------------ |
| 5 de octubre     | Huracán de Comodoro | (2) 1 - 1 (4) | Racing (T)               |
| 5 de octubre     | Huracán (TA)        | 1 - 3         | Racing (O)               |
| 28 de septiembre | Santamarina         | 1 - 0         | Unión (MdP)              |
| 28 de septiembre | Crucero del Norte   | (4) 1 - 1 (5) | Sarmiento (R)            |
| 28 de septiembre | Atlético Paraná     | 2 - 1         | Gimnasia y Esgrima (CdU) |
| 28 de septiembre | Talleres (C)        | 1 - 0         | Racing (C)               |
| 28 de septiembre | Sportivo Belgrano   | 1 - 0         | Douglas Haig             |
| 28 de septiembre | Unión (VK)          | (3) 2 - 2 (1) | Juventud Unida (SL)      |
| 5 de octubre     | Deportivo Roca      | (1) 0 - 0 (4) | Guaymallén               |
| 28 de septiembre | Gimnasia y Tiro (S) | 2 - 4         | Central Norte            |
| 28 de septiembre | San Martín (T)      | (2) 1 - 1 (4) | Atlético Policial        |
| 28 de septiembre | Libertad (S)        | 0 - 3         | Central Córdoba (R)      |

Fuente: Página oficial de la Copa Argentina - Fixture

## Fase final
Estuvo conformada por 64 equipos: los 20 respectivos de Primera División y de la Primera B Nacional y los 24 clasificados en la Fase Inicial. Se disputó en varias sedes elegidas por la organización, siendo las principales las ciudades de Salta, San Juan y Catamarca, más algunos partidos que se jugaron en Resistencia, Santa Fe, Buenos Aires, Rosario, Lanús, Banfield, José Ingenieros, Florida, Quilmes y Sarandí.
Con los 64 participantes se formaron 4 grupos de 16 equipos cada uno. Para la constitución de los mismos, se estableció un sistema de preclasificación, donde se tuvo en cuenta la suma de puntos obtenidos en los torneos Apertura 2010 y Clausura 2011, para la Primera División, y para los 12 primeros del Nacional B los puntos obtenidos en la temporada 2010-11. En consecuencia, Atlanta, Chacarita Juniors, Defensa y Justicia, Desamparados, Ferro Carril Oeste, Guillermo Brown, Independiente Rivadavia y Patronato fueron sorteados el día 27 de octubre junto a los 24 equipos provenientes de la fase anterior para establecer los rivales de los ya predeterminados.
Dentro de estos grupos se disputaron las sucesivas etapas eliminatorias, hasta clasificar un semifinalista del torneo por cada uno de ellos.

### Cuadro de desarrollo
|  | Treintaidosavos de final 22 de noviembre de 2011 al 29 de febrero de 2012 | Treintaidosavos de final 22 de noviembre de 2011 al 29 de febrero de 2012 | Treintaidosavos de final 22 de noviembre de 2011 al 29 de febrero de 2012 |       |                                         | Dieciseisavos de final 29 de febrero al 29 de marzo de 2012 | Dieciseisavos de final 29 de febrero al 29 de marzo de 2012 | Dieciseisavos de final 29 de febrero al 29 de marzo de 2012 |  |                                         | Octavos de final 11 de abril al 2 de mayo de 2012 | Octavos de final 11 de abril al 2 de mayo de 2012 | Octavos de final 11 de abril al 2 de mayo de 2012 |  |                                         | Cuartos de final 9 de mayo al 30 de mayo de 2012 | Cuartos de final 9 de mayo al 30 de mayo de 2012 | Cuartos de final 9 de mayo al 30 de mayo de 2012 |  |                                      | Semifinales 3 de junio de 2012          | Semifinales 3 de junio de 2012 | Semifinales 3 de junio de 2012 |  |  | Final 8 de agosto de 2012               | Final 8 de agosto de 2012 | Final 8 de agosto de 2012 |
|  |                                                                           |                                                                           |                                                                           |       |                                         |                                                             |                                                             |                                                             |  |                                         |                                                   |                                                   |                                                   |  |                                         |                                                  |                                                  |                                                  |  |                                      |                                         |                                |                                |  |  |                                         |                           |                           |
|  | Bandera de la Ciudad de Buenos Aires                                      | Vélez Sarsfield                                                           | 2                                                                         |       |                                         |                                                             |                                                             |                                                             |  |                                         |                                                   |                                                   |                                                   |  |                                         |                                                  |                                                  |                                                  |  |                                      |                                         |                                |                                |  |  |                                         |                           |                           |
|  | Bandera de la Provincia del Chubut                                        | Racing (T)                                                                | 0                                                                         |       |                                         |                                                             |                                                             |                                                             |  |                                         |                                                   |                                                   |                                                   |  |                                         |                                                  |                                                  |                                                  |  |                                      |                                         |                                |                                |  |  |                                         |                           |                           |
|  | Bandera de la Provincia del Chubut                                        | Racing (T)                                                                | 0                                                                         |       | Bandera de la Ciudad de Buenos Aires    | Vélez Sarsfield                                             | 1(4)                                                        |                                                             |  |                                         |                                                   |                                                   |                                                   |  |                                         |                                                  |                                                  |                                                  |  |                                      |                                         |                                |                                |  |  |                                         |                           |                           |
|  |                                                                           |                                                                           |                                                                           |       | Bandera de la Ciudad de Buenos Aires    | Vélez Sarsfield                                             | 1(4)                                                        |                                                             |  |                                         |                                                   |                                                   |                                                   |  |                                         |                                                  |                                                  |                                                  |  |                                      |                                         |                                |                                |  |  |                                         |                           |                           |
|  |                                                                           | Bandera de la Provincia de Santa Fe                                       | Rosario Central (p)                                                       | 1(5)  |                                         |                                                             |                                                             |                                                             |  |                                         |                                                   |                                                   |                                                   |  |                                         |                                                  |                                                  |                                                  |  |                                      |                                         |                                |                                |  |  |                                         |                           |                           |
|  | Bandera de la Provincia de Santa Fe                                       | Bandera de la Provincia de Santa Fe                                       | Rosario Central (p)                                                       | 1(5)  | Rosario Central                         | 1                                                           |                                                             |                                                             |  |                                         |                                                   |                                                   |                                                   |  |                                         |                                                  |                                                  |                                                  |  |                                      |                                         |                                |                                |  |  |                                         |                           |                           |
|  | Bandera de la Provincia de Santa Fe                                       |                                                                           |                                                                           |       | Rosario Central                         | 1                                                           |                                                             |                                                             |  |                                         |                                                   |                                                   |                                                   |  |                                         |                                                  |                                                  |                                                  |  |                                      |                                         |                                |                                |  |  |                                         |                           |                           |
|  | Bandera de la Provincia del Chubut                                        | Guillermo Brown                                                           | 0                                                                         |       |                                         |                                                             |                                                             |                                                             |  |                                         |                                                   |                                                   |                                                   |  |                                         |                                                  |                                                  |                                                  |  |                                      |                                         |                                |                                |  |  |                                         |                           |                           |
|  | Bandera de la Provincia del Chubut                                        | Guillermo Brown                                                           | 0                                                                         |       |                                         |                                                             |                                                             |                                                             |  | Bandera de la Provincia de Santa Fe     | Rosario Central                                   | 2                                                 |                                                   |  |                                         |                                                  |                                                  |                                                  |  |                                      |                                         |                                |                                |  |  |                                         |                           |                           |
|  | Grupo 1                                                                   |                                                                           |                                                                           |       |                                         |                                                             |                                                             |                                                             |  | Bandera de la Provincia de Santa Fe     | Rosario Central                                   | 2                                                 |                                                   |  |                                         |                                                  |                                                  |                                                  |  |                                      |                                         |                                |                                |  |  |                                         |                           |                           |
|  |                                                                           | Bandera de la Provincia de Córdoba                                        | Belgrano                                                                  | 1     |                                         |                                                             |                                                             |                                                             |  |                                         |                                                   |                                                   |                                                   |  |                                         |                                                  |                                                  |                                                  |  |                                      |                                         |                                |                                |  |  |                                         |                           |                           |
|  | Bandera de la Provincia de Córdoba                                        | Bandera de la Provincia de Córdoba                                        | Belgrano                                                                  | 1     | Belgrano                                | 3                                                           |                                                             |                                                             |  |                                         |                                                   |                                                   |                                                   |  |                                         |                                                  |                                                  |                                                  |  |                                      |                                         |                                |                                |  |  |                                         |                           |                           |
|  | Bandera de la Provincia de Córdoba                                        |                                                                           |                                                                           |       | Belgrano                                | 3                                                           |                                                             |                                                             |  |                                         |                                                   |                                                   |                                                   |  |                                         |                                                  |                                                  |                                                  |  |                                      |                                         |                                |                                |  |  |                                         |                           |                           |
|  | Bandera de la Ciudad de Buenos Aires                                      | Sacachispas                                                               | 0                                                                         |       |                                         |                                                             |                                                             |                                                             |  |                                         |                                                   |                                                   |                                                   |  |                                         |                                                  |                                                  |                                                  |  |                                      |                                         |                                |                                |  |  |                                         |                           |                           |
|  | Bandera de la Ciudad de Buenos Aires                                      | Sacachispas                                                               | 0                                                                         |       | Bandera de la Provincia de Córdoba      | Belgrano                                                    | 2                                                           |                                                             |  |                                         |                                                   |                                                   |                                                   |  |                                         |                                                  |                                                  |                                                  |  |                                      |                                         |                                |                                |  |  |                                         |                           |                           |
|  |                                                                           |                                                                           |                                                                           |       | Bandera de la Provincia de Córdoba      | Belgrano                                                    | 2                                                           |                                                             |  |                                         |                                                   |                                                   |                                                   |  |                                         |                                                  |                                                  |                                                  |  |                                      |                                         |                                |                                |  |  |                                         |                           |                           |
|  |                                                                           | Bandera de la Provincia de Buenos Aires                                   | Independiente                                                             | 0     |                                         |                                                             |                                                             |                                                             |  |                                         |                                                   |                                                   |                                                   |  |                                         |                                                  |                                                  |                                                  |  |                                      |                                         |                                |                                |  |  |                                         |                           |                           |
|  | Bandera de la Provincia de Buenos Aires                                   | Bandera de la Provincia de Buenos Aires                                   | Independiente                                                             | 0     | Independiente                           | 4                                                           |                                                             |                                                             |  |                                         |                                                   |                                                   |                                                   |  |                                         |                                                  |                                                  |                                                  |  |                                      |                                         |                                |                                |  |  |                                         |                           |                           |
|  | Bandera de la Provincia de Buenos Aires                                   |                                                                           |                                                                           |       | Independiente                           | 4                                                           |                                                             |                                                             |  |                                         |                                                   |                                                   |                                                   |  |                                         |                                                  |                                                  |                                                  |  |                                      |                                         |                                |                                |  |  |                                         |                           |                           |
|  | Bandera de la Provincia de Buenos Aires                                   | Colegiales                                                                | 0                                                                         |       |                                         |                                                             |                                                             |                                                             |  |                                         |                                                   |                                                   |                                                   |  |                                         |                                                  |                                                  |                                                  |  |                                      |                                         |                                |                                |  |  |                                         |                           |                           |
|  | Bandera de la Provincia de Buenos Aires                                   | Colegiales                                                                | 0                                                                         |       |                                         |                                                             |                                                             |                                                             |  |                                         |                                                   |                                                   |                                                   |  | Bandera de la Provincia de Santa Fe     | Rosario Central                                  | 1(2)                                             |                                                  |  |                                      |                                         |                                |                                |  |  |                                         |                           |                           |
|  |                                                                           |                                                                           |                                                                           |       |                                         |                                                             |                                                             |                                                             |  |                                         |                                                   |                                                   |                                                   |  | Bandera de la Provincia de Santa Fe     | Rosario Central                                  | 1(2)                                             |                                                  |  |                                      |                                         |                                |                                |  |  |                                         |                           |                           |
|  |                                                                           | Bandera de la Ciudad de Buenos Aires                                      | Boca Juniors (p)                                                          | 1(4)  |                                         |                                                             |                                                             |                                                             |  |                                         |                                                   |                                                   |                                                   |  |                                         |                                                  |                                                  |                                                  |  |                                      |                                         |                                |                                |  |  |                                         |                           |                           |
|  | Bandera de la Provincia de Salta                                          | Bandera de la Ciudad de Buenos Aires                                      | Boca Juniors (p)                                                          | 1(4)  | Central Norte (S)                       | 1                                                           |                                                             |                                                             |  |                                         |                                                   |                                                   |                                                   |  |                                         |                                                  |                                                  |                                                  |  |                                      |                                         |                                |                                |  |  |                                         |                           |                           |
|  | Bandera de la Provincia de Salta                                          |                                                                           |                                                                           |       | Central Norte (S)                       | 1                                                           |                                                             |                                                             |  |                                         |                                                   |                                                   |                                                   |  |                                         |                                                  |                                                  |                                                  |  |                                      |                                         |                                |                                |  |  |                                         |                           |                           |
|  | Bandera de la Provincia de Buenos Aires                                   | Olimpo                                                                    | 2                                                                         |       |                                         |                                                             |                                                             |                                                             |  |                                         |                                                   |                                                   |                                                   |  |                                         |                                                  |                                                  |                                                  |  |                                      |                                         |                                |                                |  |  |                                         |                           |                           |
|  | Bandera de la Provincia de Buenos Aires                                   | Olimpo                                                                    | 2                                                                         |       | Bandera de la Provincia de Buenos Aires | Olimpo (p)                                                  | 1(5)                                                        |                                                             |  |                                         |                                                   |                                                   |                                                   |  |                                         |                                                  |                                                  |                                                  |  |                                      |                                         |                                |                                |  |  |                                         |                           |                           |
|  |                                                                           |                                                                           |                                                                           |       | Bandera de la Provincia de Buenos Aires | Olimpo (p)                                                  | 1(5)                                                        |                                                             |  |                                         |                                                   |                                                   |                                                   |  |                                         |                                                  |                                                  |                                                  |  |                                      |                                         |                                |                                |  |  |                                         |                           |                           |
|  |                                                                           | Bandera de la Ciudad de Buenos Aires                                      | Excursionistas                                                            | 1(4)  |                                         |                                                             |                                                             |                                                             |  |                                         |                                                   |                                                   |                                                   |  |                                         |                                                  |                                                  |                                                  |  |                                      |                                         |                                |                                |  |  |                                         |                           |                           |
|  | Bandera de la Ciudad de Buenos Aires                                      | Bandera de la Ciudad de Buenos Aires                                      | Excursionistas                                                            | 1(4)  | Huracán                                 | 0(3)                                                        |                                                             |                                                             |  |                                         |                                                   |                                                   |                                                   |  |                                         |                                                  |                                                  |                                                  |  |                                      |                                         |                                |                                |  |  |                                         |                           |                           |
|  | Bandera de la Ciudad de Buenos Aires                                      |                                                                           |                                                                           |       | Huracán                                 | 0(3)                                                        |                                                             |                                                             |  |                                         |                                                   |                                                   |                                                   |  |                                         |                                                  |                                                  |                                                  |  |                                      |                                         |                                |                                |  |  |                                         |                           |                           |
|  | Bandera de la Ciudad de Buenos Aires                                      | Excursionistas (p)                                                        | 0(4)                                                                      |       |                                         |                                                             |                                                             |                                                             |  |                                         |                                                   |                                                   |                                                   |  |                                         |                                                  |                                                  |                                                  |  |                                      |                                         |                                |                                |  |  |                                         |                           |                           |
|  | Bandera de la Ciudad de Buenos Aires                                      | Excursionistas (p)                                                        | 0(4)                                                                      |       |                                         |                                                             |                                                             |                                                             |  | Bandera de la Provincia de Buenos Aires | Olimpo                                            | 1(10)                                             |                                                   |  |                                         |                                                  |                                                  |                                                  |  |                                      |                                         |                                |                                |  |  |                                         |                           |                           |
|  | Grupo 1                                                                   |                                                                           |                                                                           |       |                                         |                                                             |                                                             |                                                             |  | Bandera de la Provincia de Buenos Aires | Olimpo                                            | 1(10)                                             |                                                   |  |                                         |                                                  |                                                  |                                                  |  |                                      |                                         |                                |                                |  |  |                                         |                           |                           |
|  |                                                                           | Bandera de la Ciudad de Buenos Aires                                      | Boca Juniors (p)                                                          | 1(11) |                                         |                                                             |                                                             |                                                             |  |                                         |                                                   |                                                   |                                                   |  |                                         |                                                  |                                                  |                                                  |  |                                      |                                         |                                |                                |  |  |                                         |                           |                           |
|  | Bandera de la Provincia de Corrientes                                     | Bandera de la Ciudad de Buenos Aires                                      | Boca Juniors (p)                                                          | 1(11) | Boca Unidos                             | 1(5)                                                        |                                                             |                                                             |  |                                         |                                                   |                                                   |                                                   |  |                                         |                                                  |                                                  |                                                  |  |                                      |                                         |                                |                                |  |  |                                         |                           |                           |
|  | Bandera de la Provincia de Corrientes                                     |                                                                           |                                                                           |       | Boca Unidos                             | 1(5)                                                        |                                                             |                                                             |  |                                         |                                                   |                                                   |                                                   |  |                                         |                                                  |                                                  |                                                  |  |                                      |                                         |                                |                                |  |  |                                         |                           |                           |
|  | Bandera de la Provincia de Santa Fe                                       | C. Córdoba (R) (p)                                                        | 1(6)                                                                      |       |                                         |                                                             |                                                             |                                                             |  |                                         |                                                   |                                                   |                                                   |  |                                         |                                                  |                                                  |                                                  |  |                                      |                                         |                                |                                |  |  |                                         |                           |                           |
|  | Bandera de la Provincia de Santa Fe                                       | C. Córdoba (R) (p)                                                        | 1(6)                                                                      |       | Bandera de la Provincia de Santa Fe     | Central Córdoba (R)                                         | 0                                                           |                                                             |  |                                         |                                                   |                                                   |                                                   |  |                                         |                                                  |                                                  |                                                  |  |                                      |                                         |                                |                                |  |  |                                         |                           |                           |
|  |                                                                           |                                                                           |                                                                           |       | Bandera de la Provincia de Santa Fe     | Central Córdoba (R)                                         | 0                                                           |                                                             |  |                                         |                                                   |                                                   |                                                   |  |                                         |                                                  |                                                  |                                                  |  |                                      |                                         |                                |                                |  |  |                                         |                           |                           |
|  |                                                                           | Bandera de la Ciudad de Buenos Aires                                      | Boca Juniors                                                              | 2     |                                         |                                                             |                                                             |                                                             |  |                                         |                                                   |                                                   |                                                   |  |                                         |                                                  |                                                  |                                                  |  |                                      |                                         |                                |                                |  |  |                                         |                           |                           |
|  | Bandera de la Ciudad de Buenos Aires                                      | Bandera de la Ciudad de Buenos Aires                                      | Boca Juniors                                                              | 2     | Boca Juniors (p)                        | 1(4)                                                        |                                                             |                                                             |  |                                         |                                                   |                                                   |                                                   |  |                                         |                                                  |                                                  |                                                  |  |                                      |                                         |                                |                                |  |  |                                         |                           |                           |
|  | Bandera de la Ciudad de Buenos Aires                                      |                                                                           |                                                                           |       | Boca Juniors (p)                        | 1(4)                                                        |                                                             |                                                             |  |                                         |                                                   |                                                   |                                                   |  |                                         |                                                  |                                                  |                                                  |  |                                      |                                         |                                |                                |  |  |                                         |                           |                           |
|  | Bandera de la Provincia de Buenos Aires                                   | Santamarina                                                               | 1(3)                                                                      |       |                                         |                                                             |                                                             |                                                             |  |                                         |                                                   |                                                   |                                                   |  |                                         |                                                  |                                                  |                                                  |  |                                      |                                         |                                |                                |  |  |                                         |                           |                           |
|  | Bandera de la Provincia de Buenos Aires                                   | Santamarina                                                               | 1(3)                                                                      |       |                                         |                                                             |                                                             |                                                             |  |                                         |                                                   |                                                   |                                                   |  |                                         |                                                  |                                                  |                                                  |  | Bandera de la Ciudad de Buenos Aires | Boca Juniors (p)                        | 1(5)                           |                                |  |  |                                         |                           |                           |
|  |                                                                           |                                                                           |                                                                           |       |                                         |                                                             |                                                             |                                                             |  |                                         |                                                   |                                                   |                                                   |  |                                         |                                                  |                                                  |                                                  |  | Bandera de la Ciudad de Buenos Aires | Boca Juniors (p)                        | 1(5)                           |                                |  |  |                                         |                           |                           |
|  |                                                                           |                                                                           |                                                                           |       |                                         |                                                             |                                                             |                                                             |  |                                         |                                                   |                                                   |                                                   |  |                                         |                                                  |                                                  |                                                  |  |                                      | Bandera de la Provincia de Buenos Aires | Deportivo Merlo                | 1(4)                           |  |  |                                         |                           |                           |
|  | Bandera de la Provincia de Buenos Aires                                   | Estudiantes (LP)                                                          | 2                                                                         |       |                                         |                                                             |                                                             |                                                             |  |                                         |                                                   |                                                   |                                                   |  |                                         |                                                  |                                                  |                                                  |  |                                      | Bandera de la Provincia de Buenos Aires | Deportivo Merlo                | 1(4)                           |  |  |                                         |                           |                           |
|  | Bandera de la Provincia de Buenos Aires                                   | Estudiantes (LP)                                                          | 2                                                                         |       |                                         |                                                             |                                                             |                                                             |  |                                         |                                                   |                                                   |                                                   |  |                                         |                                                  |                                                  |                                                  |  |                                      |                                         |                                |                                |  |  |                                         |                           |                           |
|  | Bandera de la Provincia de San Juan                                       | Unión (VK)                                                                | 1                                                                         |       |                                         |                                                             |                                                             |                                                             |  |                                         |                                                   |                                                   |                                                   |  |                                         |                                                  |                                                  |                                                  |  |                                      |                                         |                                |                                |  |  |                                         |                           |                           |
|  | Bandera de la Provincia de San Juan                                       | Unión (VK)                                                                | 1                                                                         |       | Bandera de la Provincia de Buenos Aires | Estudiantes (LP)                                            | 0(4)                                                        |                                                             |  |                                         |                                                   |                                                   |                                                   |  |                                         |                                                  |                                                  |                                                  |  |                                      |                                         |                                |                                |  |  |                                         |                           |                           |
|  |                                                                           |                                                                           |                                                                           |       | Bandera de la Provincia de Buenos Aires | Estudiantes (LP)                                            | 0(4)                                                        |                                                             |  |                                         |                                                   |                                                   |                                                   |  |                                         |                                                  |                                                  |                                                  |  |                                      |                                         |                                |                                |  |  |                                         |                           |                           |
|  |                                                                           | Bandera de la Provincia de Buenos Aires                                   | Deportivo Merlo (p)                                                       | 0(5)  |                                         |                                                             |                                                             |                                                             |  |                                         |                                                   |                                                   |                                                   |  |                                         |                                                  |                                                  |                                                  |  |                                      |                                         |                                |                                |  |  |                                         |                           |                           |
|  | Bandera de la Provincia de Mendoza                                        | Bandera de la Provincia de Buenos Aires                                   | Deportivo Merlo (p)                                                       | 0(5)  | Guaymallén                              | 0                                                           |                                                             |                                                             |  |                                         |                                                   |                                                   |                                                   |  |                                         |                                                  |                                                  |                                                  |  |                                      |                                         |                                |                                |  |  |                                         |                           |                           |
|  | Bandera de la Provincia de Mendoza                                        |                                                                           |                                                                           |       | Guaymallén                              | 0                                                           |                                                             |                                                             |  |                                         |                                                   |                                                   |                                                   |  |                                         |                                                  |                                                  |                                                  |  |                                      |                                         |                                |                                |  |  |                                         |                           |                           |
|  | Bandera de la Provincia de Buenos Aires                                   | Deportivo Merlo                                                           | 2                                                                         |       |                                         |                                                             |                                                             |                                                             |  |                                         |                                                   |                                                   |                                                   |  |                                         |                                                  |                                                  |                                                  |  |                                      |                                         |                                |                                |  |  |                                         |                           |                           |
|  | Bandera de la Provincia de Buenos Aires                                   | Deportivo Merlo                                                           | 2                                                                         |       |                                         |                                                             |                                                             |                                                             |  | Bandera de la Provincia de Buenos Aires | Deportivo Merlo                                   | 2                                                 |                                                   |  |                                         |                                                  |                                                  |                                                  |  |                                      |                                         |                                |                                |  |  |                                         |                           |                           |
|  | Grupo 2                                                                   |                                                                           |                                                                           |       |                                         |                                                             |                                                             |                                                             |  | Bandera de la Provincia de Buenos Aires | Deportivo Merlo                                   | 2                                                 |                                                   |  |                                         |                                                  |                                                  |                                                  |  |                                      |                                         |                                |                                |  |  |                                         |                           |                           |
|  |                                                                           | Bandera de la Provincia de Buenos Aires                                   | Sarmiento (J)                                                             | 1     |                                         |                                                             |                                                             |                                                             |  |                                         |                                                   |                                                   |                                                   |  |                                         |                                                  |                                                  |                                                  |  |                                      |                                         |                                |                                |  |  |                                         |                           |                           |
|  | Bandera de la Provincia de San Juan                                       | Bandera de la Provincia de Buenos Aires                                   | Sarmiento (J)                                                             | 1     | San Martín (SJ)                         | 0                                                           |                                                             |                                                             |  |                                         |                                                   |                                                   |                                                   |  |                                         |                                                  |                                                  |                                                  |  |                                      |                                         |                                |                                |  |  |                                         |                           |                           |
|  | Bandera de la Provincia de San Juan                                       |                                                                           |                                                                           |       | San Martín (SJ)                         | 0                                                           |                                                             |                                                             |  |                                         |                                                   |                                                   |                                                   |  |                                         |                                                  |                                                  |                                                  |  |                                      |                                         |                                |                                |  |  |                                         |                           |                           |
|  | Bandera de la Provincia de Buenos Aires                                   | Sarmiento (J)                                                             | 1                                                                         |       |                                         |                                                             |                                                             |                                                             |  |                                         |                                                   |                                                   |                                                   |  |                                         |                                                  |                                                  |                                                  |  |                                      |                                         |                                |                                |  |  |                                         |                           |                           |
|  | Bandera de la Provincia de Buenos Aires                                   | Sarmiento (J)                                                             | 1                                                                         |       | Bandera de la Provincia de Buenos Aires | Sarmiento (J)                                               | 1                                                           |                                                             |  |                                         |                                                   |                                                   |                                                   |  |                                         |                                                  |                                                  |                                                  |  |                                      |                                         |                                |                                |  |  |                                         |                           |                           |
|  |                                                                           |                                                                           |                                                                           |       | Bandera de la Provincia de Buenos Aires | Sarmiento (J)                                               | 1                                                           |                                                             |  |                                         |                                                   |                                                   |                                                   |  |                                         |                                                  |                                                  |                                                  |  |                                      |                                         |                                |                                |  |  |                                         |                           |                           |
|  |                                                                           | Bandera de la Provincia de Santa Fe                                       | Colón                                                                     | 0     |                                         |                                                             |                                                             |                                                             |  |                                         |                                                   |                                                   |                                                   |  |                                         |                                                  |                                                  |                                                  |  |                                      |                                         |                                |                                |  |  |                                         |                           |                           |
|  | Bandera de la Provincia de Santa Fe                                       | Bandera de la Provincia de Santa Fe                                       | Colón                                                                     | 0     | Colón                                   | 2                                                           |                                                             |                                                             |  |                                         |                                                   |                                                   |                                                   |  |                                         |                                                  |                                                  |                                                  |  |                                      |                                         |                                |                                |  |  |                                         |                           |                           |
|  | Bandera de la Provincia de Santa Fe                                       |                                                                           |                                                                           |       | Colón                                   | 2                                                           |                                                             |                                                             |  |                                         |                                                   |                                                   |                                                   |  |                                         |                                                  |                                                  |                                                  |  |                                      |                                         |                                |                                |  |  |                                         |                           |                           |
|  | Bandera de la Provincia de Córdoba                                        | Talleres (C)                                                              | 1                                                                         |       |                                         |                                                             |                                                             |                                                             |  |                                         |                                                   |                                                   |                                                   |  |                                         |                                                  |                                                  |                                                  |  |                                      |                                         |                                |                                |  |  |                                         |                           |                           |
|  | Bandera de la Provincia de Córdoba                                        | Talleres (C)                                                              | 1                                                                         |       |                                         |                                                             |                                                             |                                                             |  |                                         |                                                   |                                                   |                                                   |  | Bandera de la Provincia de Buenos Aires | Deportivo Merlo                                  | 2                                                |                                                  |  |                                      |                                         |                                |                                |  |  |                                         |                           |                           |
|  |                                                                           |                                                                           |                                                                           |       |                                         |                                                             |                                                             |                                                             |  |                                         |                                                   |                                                   |                                                   |  | Bandera de la Provincia de Buenos Aires | Deportivo Merlo                                  | 2                                                |                                                  |  |                                      |                                         |                                |                                |  |  |                                         |                           |                           |
|  |                                                                           | Bandera de la Provincia de Buenos Aires                                   | Tigre                                                                     | 1     |                                         |                                                             |                                                             |                                                             |  |                                         |                                                   |                                                   |                                                   |  |                                         |                                                  |                                                  |                                                  |  |                                      |                                         |                                |                                |  |  |                                         |                           |                           |
|  | Bandera de la Provincia de Buenos Aires                                   | Bandera de la Provincia de Buenos Aires                                   | Tigre                                                                     | 1     | Tigre                                   | 4                                                           |                                                             |                                                             |  |                                         |                                                   |                                                   |                                                   |  |                                         |                                                  |                                                  |                                                  |  |                                      |                                         |                                |                                |  |  |                                         |                           |                           |
|  | Bandera de la Provincia de Buenos Aires                                   |                                                                           |                                                                           |       | Tigre                                   | 4                                                           |                                                             |                                                             |  |                                         |                                                   |                                                   |                                                   |  |                                         |                                                  |                                                  |                                                  |  |                                      |                                         |                                |                                |  |  |                                         |                           |                           |
|  | Bandera de la Provincia de Buenos Aires                                   | Defensa y Justicia                                                        | 2                                                                         |       |                                         |                                                             |                                                             |                                                             |  |                                         |                                                   |                                                   |                                                   |  |                                         |                                                  |                                                  |                                                  |  |                                      |                                         |                                |                                |  |  |                                         |                           |                           |
|  | Bandera de la Provincia de Buenos Aires                                   | Defensa y Justicia                                                        | 2                                                                         |       | Bandera de la Provincia de Buenos Aires | Tigre (p)                                                   | 1(4)                                                        |                                                             |  |                                         |                                                   |                                                   |                                                   |  |                                         |                                                  |                                                  |                                                  |  |                                      |                                         |                                |                                |  |  |                                         |                           |                           |
|  |                                                                           |                                                                           |                                                                           |       | Bandera de la Provincia de Buenos Aires | Tigre (p)                                                   | 1(4)                                                        |                                                             |  |                                         |                                                   |                                                   |                                                   |  |                                         |                                                  |                                                  |                                                  |  |                                      |                                         |                                |                                |  |  |                                         |                           |                           |
|  |                                                                           | Bandera de la Provincia de Buenos Aires                                   | Gimnasia (LP)                                                             | 1(1)  |                                         |                                                             |                                                             |                                                             |  |                                         |                                                   |                                                   |                                                   |  |                                         |                                                  |                                                  |                                                  |  |                                      |                                         |                                |                                |  |  |                                         |                           |                           |
|  | Bandera de la Provincia de San Juan                                       | Bandera de la Provincia de Buenos Aires                                   | Gimnasia (LP)                                                             | 1(1)  | Desamparados                            | 0                                                           |                                                             |                                                             |  |                                         |                                                   |                                                   |                                                   |  |                                         |                                                  |                                                  |                                                  |  |                                      |                                         |                                |                                |  |  |                                         |                           |                           |
|  | Bandera de la Provincia de San Juan                                       |                                                                           |                                                                           |       | Desamparados                            | 0                                                           |                                                             |                                                             |  |                                         |                                                   |                                                   |                                                   |  |                                         |                                                  |                                                  |                                                  |  |                                      |                                         |                                |                                |  |  |                                         |                           |                           |
|  | Bandera de la Provincia de Buenos Aires                                   | Gimnasia (LP)                                                             | 1                                                                         |       |                                         |                                                             |                                                             |                                                             |  |                                         |                                                   |                                                   |                                                   |  |                                         |                                                  |                                                  |                                                  |  |                                      |                                         |                                |                                |  |  |                                         |                           |                           |
|  | Bandera de la Provincia de Buenos Aires                                   | Gimnasia (LP)                                                             | 1                                                                         |       |                                         |                                                             |                                                             |                                                             |  | Bandera de la Provincia de Buenos Aires | Tigre                                             | 1                                                 |                                                   |  |                                         |                                                  |                                                  |                                                  |  |                                      |                                         |                                |                                |  |  |                                         |                           |                           |
|  | Grupo 2                                                                   |                                                                           |                                                                           |       |                                         |                                                             |                                                             |                                                             |  | Bandera de la Provincia de Buenos Aires | Tigre                                             | 1                                                 |                                                   |  |                                         |                                                  |                                                  |                                                  |  |                                      |                                         |                                |                                |  |  |                                         |                           |                           |
|  |                                                                           | Bandera de la Ciudad de Buenos Aires                                      | Argentinos Juniors                                                        | 0     |                                         |                                                             |                                                             |                                                             |  |                                         |                                                   |                                                   |                                                   |  |                                         |                                                  |                                                  |                                                  |  |                                      |                                         |                                |                                |  |  |                                         |                           |                           |
|  | Bandera de la Provincia de Mendoza                                        | Bandera de la Ciudad de Buenos Aires                                      | Argentinos Juniors                                                        | 0     | Independiente Riv.                      | 1(3)                                                        |                                                             |                                                             |  |                                         |                                                   |                                                   |                                                   |  |                                         |                                                  |                                                  |                                                  |  |                                      |                                         |                                |                                |  |  |                                         |                           |                           |
|  | Bandera de la Provincia de Mendoza                                        |                                                                           |                                                                           |       | Independiente Riv.                      | 1(3)                                                        |                                                             |                                                             |  |                                         |                                                   |                                                   |                                                   |  |                                         |                                                  |                                                  |                                                  |  |                                      |                                         |                                |                                |  |  |                                         |                           |                           |
|  | Bandera de la Provincia de Buenos Aires                                   | Aldosivi (p)                                                              | 1(5)                                                                      |       |                                         |                                                             |                                                             |                                                             |  |                                         |                                                   |                                                   |                                                   |  |                                         |                                                  |                                                  |                                                  |  |                                      |                                         |                                |                                |  |  |                                         |                           |                           |
|  | Bandera de la Provincia de Buenos Aires                                   | Aldosivi (p)                                                              | 1(5)                                                                      |       | Bandera de la Provincia de Buenos Aires | Aldosivi                                                    | 0                                                           |                                                             |  |                                         |                                                   |                                                   |                                                   |  |                                         |                                                  |                                                  |                                                  |  |                                      |                                         |                                |                                |  |  |                                         |                           |                           |
|  |                                                                           |                                                                           |                                                                           |       | Bandera de la Provincia de Buenos Aires | Aldosivi                                                    | 0                                                           |                                                             |  |                                         |                                                   |                                                   |                                                   |  |                                         |                                                  |                                                  |                                                  |  |                                      |                                         |                                |                                |  |  |                                         |                           |                           |
|  |                                                                           | Bandera de la Ciudad de Buenos Aires                                      | Argentinos Juniors                                                        | 2     |                                         |                                                             |                                                             |                                                             |  |                                         |                                                   |                                                   |                                                   |  |                                         |                                                  |                                                  |                                                  |  |                                      |                                         |                                |                                |  |  |                                         |                           |                           |
|  | Bandera de la Ciudad de Buenos Aires                                      | Bandera de la Ciudad de Buenos Aires                                      | Argentinos Juniors                                                        | 2     | Argentinos Juniors                      | 3                                                           |                                                             |                                                             |  |                                         |                                                   |                                                   |                                                   |  |                                         |                                                  |                                                  |                                                  |  |                                      |                                         |                                |                                |  |  |                                         |                           |                           |
|  | Bandera de la Ciudad de Buenos Aires                                      |                                                                           |                                                                           |       | Argentinos Juniors                      | 3                                                           |                                                             |                                                             |  |                                         |                                                   |                                                   |                                                   |  |                                         |                                                  |                                                  |                                                  |  |                                      |                                         |                                |                                |  |  |                                         |                           |                           |
|  | Bandera de la Provincia de Buenos Aires                                   | Racing (O)                                                                | 0                                                                         |       |                                         |                                                             |                                                             |                                                             |  |                                         |                                                   |                                                   |                                                   |  |                                         |                                                  |                                                  |                                                  |  |                                      |                                         |                                |                                |  |  |                                         |                           |                           |
|  |                                                                           |                                                                           |                                                                           |       |                                         |                                                             |                                                             |                                                             |  |                                         |                                                   |                                                   |                                                   |  |                                         |                                                  |                                                  |                                                  |  |                                      |                                         |                                |                                |  |  | Bandera de la Ciudad de Buenos Aires    | Boca Juniors              | 2                         |
|  |                                                                           |                                                                           |                                                                           |       |                                         |                                                             |                                                             |                                                             |  |                                         |                                                   |                                                   |                                                   |  |                                         |                                                  |                                                  |                                                  |  |                                      |                                         |                                |                                |  |  | Bandera de la Ciudad de Buenos Aires    | Boca Juniors              | 2                         |
|  |                                                                           |                                                                           |                                                                           |       |                                         |                                                             |                                                             |                                                             |  |                                         |                                                   |                                                   |                                                   |  |                                         |                                                  |                                                  |                                                  |  |                                      |                                         |                                |                                |  |  | Bandera de la Provincia de Buenos Aires | Racing Club               | 1                         |
|  | Bandera de la Provincia de Buenos Aires                                   | Lanús                                                                     | 0(7)                                                                      |       |                                         |                                                             |                                                             |                                                             |  |                                         |                                                   |                                                   |                                                   |  |                                         |                                                  |                                                  |                                                  |  |                                      |                                         |                                |                                |  |  |                                         |                           |                           |
|  | Bandera de la Ciudad de Buenos Aires                                      | Barracas Central (p)                                                      | 0(8)                                                                      |       |                                         |                                                             |                                                             |                                                             |  |                                         |                                                   |                                                   |                                                   |  |                                         |                                                  |                                                  |                                                  |  |                                      |                                         |                                |                                |  |  |                                         |                           |                           |
|  | Bandera de la Ciudad de Buenos Aires                                      | Barracas Central (p)                                                      | 0(8)                                                                      |       | Bandera de la Ciudad de Buenos Aires    | Barracas Central                                            | 4                                                           |                                                             |  |                                         |                                                   |                                                   |                                                   |  |                                         |                                                  |                                                  |                                                  |  |                                      |                                         |                                |                                |  |  |                                         |                           |                           |
|  |                                                                           |                                                                           |                                                                           |       | Bandera de la Ciudad de Buenos Aires    | Barracas Central                                            | 4                                                           |                                                             |  |                                         |                                                   |                                                   |                                                   |  |                                         |                                                  |                                                  |                                                  |  |                                      |                                         |                                |                                |  |  |                                         |                           |                           |
|  |                                                                           | Bandera de la Provincia de Catamarca                                      | Atlético Policial                                                         | 0     |                                         |                                                             |                                                             |                                                             |  |                                         |                                                   |                                                   |                                                   |  |                                         |                                                  |                                                  |                                                  |  |                                      |                                         |                                |                                |  |  |                                         |                           |                           |
|  | Bandera de la Provincia de Catamarca                                      | Bandera de la Provincia de Catamarca                                      | Atlético Policial                                                         | 0     | Atlético Policial                       | 4                                                           |                                                             |                                                             |  |                                         |                                                   |                                                   |                                                   |  |                                         |                                                  |                                                  |                                                  |  |                                      |                                         |                                |                                |  |  |                                         |                           |                           |
|  | Bandera de la Provincia de Catamarca                                      |                                                                           |                                                                           |       | Atlético Policial                       | 4                                                           |                                                             |                                                             |  |                                         |                                                   |                                                   |                                                   |  |                                         |                                                  |                                                  |                                                  |  |                                      |                                         |                                |                                |  |  |                                         |                           |                           |
|  | Bandera de la Provincia de Córdoba                                        | Instituto                                                                 | 1                                                                         |       |                                         |                                                             |                                                             |                                                             |  |                                         |                                                   |                                                   |                                                   |  |                                         |                                                  |                                                  |                                                  |  |                                      |                                         |                                |                                |  |  |                                         |                           |                           |
|  | Bandera de la Provincia de Córdoba                                        | Instituto                                                                 | 1                                                                         |       |                                         |                                                             |                                                             |                                                             |  | Bandera de la Ciudad de Buenos Aires    | Barracas Central                                  | 1(4)                                              |                                                   |  |                                         |                                                  |                                                  |                                                  |  |                                      |                                         |                                |                                |  |  |                                         |                           |                           |
|  | Grupo 3                                                                   |                                                                           |                                                                           |       |                                         |                                                             |                                                             |                                                             |  | Bandera de la Ciudad de Buenos Aires    | Barracas Central                                  | 1(4)                                              |                                                   |  |                                         |                                                  |                                                  |                                                  |  |                                      |                                         |                                |                                |  |  |                                         |                           |                           |
|  |                                                                           | Bandera de la Ciudad de Buenos Aires                                      | San Lorenzo (p)                                                           | 1(5)  |                                         |                                                             |                                                             |                                                             |  |                                         |                                                   |                                                   |                                                   |  |                                         |                                                  |                                                  |                                                  |  |                                      |                                         |                                |                                |  |  |                                         |                           |                           |
|  | Bandera de la Provincia de Buenos Aires                                   | Bandera de la Ciudad de Buenos Aires                                      | San Lorenzo (p)                                                           | 1(5)  | Chacarita Juniors                       | 2                                                           |                                                             |                                                             |  |                                         |                                                   |                                                   |                                                   |  |                                         |                                                  |                                                  |                                                  |  |                                      |                                         |                                |                                |  |  |                                         |                           |                           |
|  | Bandera de la Provincia de Buenos Aires                                   |                                                                           |                                                                           |       | Chacarita Juniors                       | 2                                                           |                                                             |                                                             |  |                                         |                                                   |                                                   |                                                   |  |                                         |                                                  |                                                  |                                                  |  |                                      |                                         |                                |                                |  |  |                                         |                           |                           |
|  | Bandera de la Provincia de Santa Fe                                       | Unión                                                                     | 1                                                                         |       |                                         |                                                             |                                                             |                                                             |  |                                         |                                                   |                                                   |                                                   |  |                                         |                                                  |                                                  |                                                  |  |                                      |                                         |                                |                                |  |  |                                         |                           |                           |
|  | Bandera de la Provincia de Santa Fe                                       | Unión                                                                     | 1                                                                         |       | Bandera de la Provincia de Buenos Aires | Chacarita Juniors                                           | 1(1)                                                        |                                                             |  |                                         |                                                   |                                                   |                                                   |  |                                         |                                                  |                                                  |                                                  |  |                                      |                                         |                                |                                |  |  |                                         |                           |                           |
|  |                                                                           |                                                                           |                                                                           |       | Bandera de la Provincia de Buenos Aires | Chacarita Juniors                                           | 1(1)                                                        |                                                             |  |                                         |                                                   |                                                   |                                                   |  |                                         |                                                  |                                                  |                                                  |  |                                      |                                         |                                |                                |  |  |                                         |                           |                           |
|  |                                                                           | Bandera de la Ciudad de Buenos Aires                                      | San Lorenzo (p)                                                           | 1(3)  |                                         |                                                             |                                                             |                                                             |  |                                         |                                                   |                                                   |                                                   |  |                                         |                                                  |                                                  |                                                  |  |                                      |                                         |                                |                                |  |  |                                         |                           |                           |
|  | Bandera de la Ciudad de Buenos Aires                                      | Bandera de la Ciudad de Buenos Aires                                      | San Lorenzo (p)                                                           | 1(3)  | San Lorenzo                             | 2                                                           |                                                             |                                                             |  |                                         |                                                   |                                                   |                                                   |  |                                         |                                                  |                                                  |                                                  |  |                                      |                                         |                                |                                |  |  |                                         |                           |                           |
|  | Bandera de la Ciudad de Buenos Aires                                      |                                                                           |                                                                           |       | San Lorenzo                             | 2                                                           |                                                             |                                                             |  |                                         |                                                   |                                                   |                                                   |  |                                         |                                                  |                                                  |                                                  |  |                                      |                                         |                                |                                |  |  |                                         |                           |                           |
|  | Bandera de la Provincia de Buenos Aires                                   | Villa Dálmine                                                             | 1                                                                         |       |                                         |                                                             |                                                             |                                                             |  |                                         |                                                   |                                                   |                                                   |  |                                         |                                                  |                                                  |                                                  |  |                                      |                                         |                                |                                |  |  |                                         |                           |                           |
|  | Bandera de la Provincia de Buenos Aires                                   | Villa Dálmine                                                             | 1                                                                         |       |                                         |                                                             |                                                             |                                                             |  |                                         |                                                   |                                                   |                                                   |  | Bandera de la Ciudad de Buenos Aires    | San Lorenzo                                      | 0                                                |                                                  |  |                                      |                                         |                                |                                |  |  |                                         |                           |                           |
|  |                                                                           |                                                                           |                                                                           |       |                                         |                                                             |                                                             |                                                             |  |                                         |                                                   |                                                   |                                                   |  | Bandera de la Ciudad de Buenos Aires    | San Lorenzo                                      | 0                                                |                                                  |  |                                      |                                         |                                |                                |  |  |                                         |                           |                           |
|  |                                                                           | Bandera de la Ciudad de Buenos Aires                                      | River Plate                                                               | 2     |                                         |                                                             |                                                             |                                                             |  |                                         |                                                   |                                                   |                                                   |  |                                         |                                                  |                                                  |                                                  |  |                                      |                                         |                                |                                |  |  |                                         |                           |                           |
|  | Bandera de la Ciudad de Buenos Aires                                      | Bandera de la Ciudad de Buenos Aires                                      | River Plate                                                               | 2     | All Boys                                | 1(3)                                                        |                                                             |                                                             |  |                                         |                                                   |                                                   |                                                   |  |                                         |                                                  |                                                  |                                                  |  |                                      |                                         |                                |                                |  |  |                                         |                           |                           |
|  | Bandera de la Ciudad de Buenos Aires                                      |                                                                           |                                                                           |       | All Boys                                | 1(3)                                                        |                                                             |                                                             |  |                                         |                                                   |                                                   |                                                   |  |                                         |                                                  |                                                  |                                                  |  |                                      |                                         |                                |                                |  |  |                                         |                           |                           |
|  | Bandera de la Ciudad de Buenos Aires                                      | Atlanta (p)                                                               | 1(4)                                                                      |       |                                         |                                                             |                                                             |                                                             |  |                                         |                                                   |                                                   |                                                   |  |                                         |                                                  |                                                  |                                                  |  |                                      |                                         |                                |                                |  |  |                                         |                           |                           |
|  | Bandera de la Ciudad de Buenos Aires                                      | Atlanta (p)                                                               | 1(4)                                                                      |       | Bandera de la Ciudad de Buenos Aires    | Atlanta                                                     | 1                                                           |                                                             |  |                                         |                                                   |                                                   |                                                   |  |                                         |                                                  |                                                  |                                                  |  |                                      |                                         |                                |                                |  |  |                                         |                           |                           |
|  |                                                                           |                                                                           |                                                                           |       | Bandera de la Ciudad de Buenos Aires    | Atlanta                                                     | 1                                                           |                                                             |  |                                         |                                                   |                                                   |                                                   |  |                                         |                                                  |                                                  |                                                  |  |                                      |                                         |                                |                                |  |  |                                         |                           |                           |
|  |                                                                           | Bandera de la Provincia de Buenos Aires                                   | Quilmes                                                                   | 2     |                                         |                                                             |                                                             |                                                             |  |                                         |                                                   |                                                   |                                                   |  |                                         |                                                  |                                                  |                                                  |  |                                      |                                         |                                |                                |  |  |                                         |                           |                           |
|  | Bandera de la Provincia de Buenos Aires                                   | Bandera de la Provincia de Buenos Aires                                   | Quilmes                                                                   | 2     | Quilmes (p)                             | 0(5)                                                        |                                                             |                                                             |  |                                         |                                                   |                                                   |                                                   |  |                                         |                                                  |                                                  |                                                  |  |                                      |                                         |                                |                                |  |  |                                         |                           |                           |
|  | Bandera de la Provincia de Buenos Aires                                   |                                                                           |                                                                           |       | Quilmes (p)                             | 0(5)                                                        |                                                             |                                                             |  |                                         |                                                   |                                                   |                                                   |  |                                         |                                                  |                                                  |                                                  |  |                                      |                                         |                                |                                |  |  |                                         |                           |                           |
|  | Bandera de la Ciudad de Buenos Aires                                      | Deportivo Riestra                                                         | 0(3)                                                                      |       |                                         |                                                             |                                                             |                                                             |  |                                         |                                                   |                                                   |                                                   |  |                                         |                                                  |                                                  |                                                  |  |                                      |                                         |                                |                                |  |  |                                         |                           |                           |
|  | Bandera de la Ciudad de Buenos Aires                                      | Deportivo Riestra                                                         | 0(3)                                                                      |       |                                         |                                                             |                                                             |                                                             |  | Bandera de la Provincia de Buenos Aires | Quilmes                                           | 1                                                 |                                                   |  |                                         |                                                  |                                                  |                                                  |  |                                      |                                         |                                |                                |  |  |                                         |                           |                           |
|  | Grupo 3                                                                   |                                                                           |                                                                           |       |                                         |                                                             |                                                             |                                                             |  | Bandera de la Provincia de Buenos Aires | Quilmes                                           | 1                                                 |                                                   |  |                                         |                                                  |                                                  |                                                  |  |                                      |                                         |                                |                                |  |  |                                         |                           |                           |
|  |                                                                           | Bandera de la Ciudad de Buenos Aires                                      | River Plate                                                               | 2     |                                         |                                                             |                                                             |                                                             |  |                                         |                                                   |                                                   |                                                   |  |                                         |                                                  |                                                  |                                                  |  |                                      |                                         |                                |                                |  |  |                                         |                           |                           |
|  | Bandera de la Provincia de Córdoba                                        | Bandera de la Ciudad de Buenos Aires                                      | River Plate                                                               | 2     | Sportivo Belgrano (p)                   | 2(5)                                                        |                                                             |                                                             |  |                                         |                                                   |                                                   |                                                   |  |                                         |                                                  |                                                  |                                                  |  |                                      |                                         |                                |                                |  |  |                                         |                           |                           |
|  | Bandera de la Provincia de Córdoba                                        |                                                                           |                                                                           |       | Sportivo Belgrano (p)                   | 2(5)                                                        |                                                             |                                                             |  |                                         |                                                   |                                                   |                                                   |  |                                         |                                                  |                                                  |                                                  |  |                                      |                                         |                                |                                |  |  |                                         |                           |                           |
|  | Bandera de la Provincia de Buenos Aires                                   | Almirante Brown                                                           | 2(3)                                                                      |       |                                         |                                                             |                                                             |                                                             |  |                                         |                                                   |                                                   |                                                   |  |                                         |                                                  |                                                  |                                                  |  |                                      |                                         |                                |                                |  |  |                                         |                           |                           |
|  | Bandera de la Provincia de Buenos Aires                                   | Almirante Brown                                                           | 2(3)                                                                      |       | Bandera de la Provincia de Córdoba      | Sportivo Belgrano                                           | 0                                                           |                                                             |  |                                         |                                                   |                                                   |                                                   |  |                                         |                                                  |                                                  |                                                  |  |                                      |                                         |                                |                                |  |  |                                         |                           |                           |
|  |                                                                           |                                                                           |                                                                           |       | Bandera de la Provincia de Córdoba      | Sportivo Belgrano                                           | 0                                                           |                                                             |  |                                         |                                                   |                                                   |                                                   |  |                                         |                                                  |                                                  |                                                  |  |                                      |                                         |                                |                                |  |  |                                         |                           |                           |
|  |                                                                           | Bandera de la Ciudad de Buenos Aires                                      | River Plate                                                               | 2     |                                         |                                                             |                                                             |                                                             |  |                                         |                                                   |                                                   |                                                   |  |                                         |                                                  |                                                  |                                                  |  |                                      |                                         |                                |                                |  |  |                                         |                           |                           |
|  | Bandera de la Ciudad de Buenos Aires                                      | Bandera de la Ciudad de Buenos Aires                                      | River Plate                                                               | 2     | River Plate                             | 1                                                           |                                                             |                                                             |  |                                         |                                                   |                                                   |                                                   |  |                                         |                                                  |                                                  |                                                  |  |                                      |                                         |                                |                                |  |  |                                         |                           |                           |
|  | Bandera de la Ciudad de Buenos Aires                                      |                                                                           |                                                                           |       | River Plate                             | 1                                                           |                                                             |                                                             |  |                                         |                                                   |                                                   |                                                   |  |                                         |                                                  |                                                  |                                                  |  |                                      |                                         |                                |                                |  |  |                                         |                           |                           |
|  | Bandera de la Ciudad de Buenos Aires                                      | Def. de Belgrano                                                          | 0                                                                         |       |                                         |                                                             |                                                             |                                                             |  |                                         |                                                   |                                                   |                                                   |  |                                         |                                                  |                                                  |                                                  |  |                                      |                                         |                                |                                |  |  |                                         |                           |                           |
|  | Bandera de la Ciudad de Buenos Aires                                      | Def. de Belgrano                                                          | 0                                                                         |       |                                         |                                                             |                                                             |                                                             |  |                                         |                                                   |                                                   |                                                   |  |                                         |                                                  |                                                  |                                                  |  | Bandera de la Ciudad de Buenos Aires | River Plate                             | 0(4)                           |                                |  |  |                                         |                           |                           |
|  |                                                                           |                                                                           |                                                                           |       |                                         |                                                             |                                                             |                                                             |  |                                         |                                                   |                                                   |                                                   |  |                                         |                                                  |                                                  |                                                  |  | Bandera de la Ciudad de Buenos Aires | River Plate                             | 0(4)                           |                                |  |  |                                         |                           |                           |
|  |                                                                           |                                                                           |                                                                           |       |                                         |                                                             |                                                             |                                                             |  |                                         |                                                   |                                                   |                                                   |  |                                         |                                                  |                                                  |                                                  |  |                                      | Bandera de la Provincia de Buenos Aires | Racing Club (p)                | 0(5)                           |  |  |                                         |                           |                           |
|  | Bandera de la Provincia de Mendoza                                        | Godoy Cruz                                                                | 1(2)                                                                      |       |                                         |                                                             |                                                             |                                                             |  |                                         |                                                   |                                                   |                                                   |  |                                         |                                                  |                                                  |                                                  |  |                                      | Bandera de la Provincia de Buenos Aires | Racing Club (p)                | 0(5)                           |  |  |                                         |                           |                           |
|  | Bandera de la Provincia de Mendoza                                        | Godoy Cruz                                                                | 1(2)                                                                      |       |                                         |                                                             |                                                             |                                                             |  |                                         |                                                   |                                                   |                                                   |  |                                         |                                                  |                                                  |                                                  |  |                                      |                                         |                                |                                |  |  |                                         |                           |                           |
|  | Bandera de la Provincia de Buenos Aires                                   | Sportivo Italiano (p)                                                     | 1(4)                                                                      |       |                                         |                                                             |                                                             |                                                             |  |                                         |                                                   |                                                   |                                                   |  |                                         |                                                  |                                                  |                                                  |  |                                      |                                         |                                |                                |  |  |                                         |                           |                           |
|  | Bandera de la Provincia de Buenos Aires                                   | Sportivo Italiano (p)                                                     | 1(4)                                                                      |       | Bandera de la Provincia de Buenos Aires | Sportivo Italiano                                           | 0(3)                                                        |                                                             |  |                                         |                                                   |                                                   |                                                   |  |                                         |                                                  |                                                  |                                                  |  |                                      |                                         |                                |                                |  |  |                                         |                           |                           |
|  |                                                                           |                                                                           |                                                                           |       | Bandera de la Provincia de Buenos Aires | Sportivo Italiano                                           | 0(3)                                                        |                                                             |  |                                         |                                                   |                                                   |                                                   |  |                                         |                                                  |                                                  |                                                  |  |                                      |                                         |                                |                                |  |  |                                         |                           |                           |
|  |                                                                           | Bandera de la Provincia de Tucumán                                        | Atl. Tucumán (p)                                                          | 0(4)  |                                         |                                                             |                                                             |                                                             |  |                                         |                                                   |                                                   |                                                   |  |                                         |                                                  |                                                  |                                                  |  |                                      |                                         |                                |                                |  |  |                                         |                           |                           |
|  | Bandera de la Provincia de Tucumán                                        | Bandera de la Provincia de Tucumán                                        | Atl. Tucumán (p)                                                          | 0(4)  | Atlético Tucumán                        | 3                                                           |                                                             |                                                             |  |                                         |                                                   |                                                   |                                                   |  |                                         |                                                  |                                                  |                                                  |  |                                      |                                         |                                |                                |  |  |                                         |                           |                           |
|  | Bandera de la Provincia de Tucumán                                        |                                                                           |                                                                           |       | Atlético Tucumán                        | 3                                                           |                                                             |                                                             |  |                                         |                                                   |                                                   |                                                   |  |                                         |                                                  |                                                  |                                                  |  |                                      |                                         |                                |                                |  |  |                                         |                           |                           |
|  | Bandera de la Provincia de Buenos Aires                                   | Estudiantes (BA)                                                          | 2                                                                         |       |                                         |                                                             |                                                             |                                                             |  |                                         |                                                   |                                                   |                                                   |  |                                         |                                                  |                                                  |                                                  |  |                                      |                                         |                                |                                |  |  |                                         |                           |                           |
|  | Bandera de la Provincia de Buenos Aires                                   | Estudiantes (BA)                                                          | 2                                                                         |       |                                         |                                                             |                                                             |                                                             |  | Bandera de la Provincia de Tucumán      | Atl. Tucumán (p)                                  | 0(4)                                              |                                                   |  |                                         |                                                  |                                                  |                                                  |  |                                      |                                         |                                |                                |  |  |                                         |                           |                           |
|  | Grupo 4                                                                   |                                                                           |                                                                           |       |                                         |                                                             |                                                             |                                                             |  | Bandera de la Provincia de Tucumán      | Atl. Tucumán (p)                                  | 0(4)                                              |                                                   |  |                                         |                                                  |                                                  |                                                  |  |                                      |                                         |                                |                                |  |  |                                         |                           |                           |
|  |                                                                           | Bandera de la Provincia de Santa Fe                                       | Atl. de Rafaela                                                           | 0(3)  |                                         |                                                             |                                                             |                                                             |  |                                         |                                                   |                                                   |                                                   |  |                                         |                                                  |                                                  |                                                  |  |                                      |                                         |                                |                                |  |  |                                         |                           |                           |
|  | Bandera de la Provincia de Santa Fe                                       | Bandera de la Provincia de Santa Fe                                       | Atl. de Rafaela                                                           | 0(3)  | Atl. de Rafaela (p)                     | 0(4)                                                        |                                                             |                                                             |  |                                         |                                                   |                                                   |                                                   |  |                                         |                                                  |                                                  |                                                  |  |                                      |                                         |                                |                                |  |  |                                         |                           |                           |
|  | Bandera de la Provincia de Santa Fe                                       |                                                                           |                                                                           |       | Atl. de Rafaela (p)                     | 0(4)                                                        |                                                             |                                                             |  |                                         |                                                   |                                                   |                                                   |  |                                         |                                                  |                                                  |                                                  |  |                                      |                                         |                                |                                |  |  |                                         |                           |                           |
|  | Bandera de la Ciudad de Buenos Aires                                      | Ferro Carril Oeste                                                        | 0(2)                                                                      |       |                                         |                                                             |                                                             |                                                             |  |                                         |                                                   |                                                   |                                                   |  |                                         |                                                  |                                                  |                                                  |  |                                      |                                         |                                |                                |  |  |                                         |                           |                           |
|  | Bandera de la Ciudad de Buenos Aires                                      | Ferro Carril Oeste                                                        | 0(2)                                                                      |       | Bandera de la Provincia de Santa Fe     | Atl. de Rafaela                                             | 2                                                           |                                                             |  |                                         |                                                   |                                                   |                                                   |  |                                         |                                                  |                                                  |                                                  |  |                                      |                                         |                                |                                |  |  |                                         |                           |                           |
|  |                                                                           |                                                                           |                                                                           |       | Bandera de la Provincia de Santa Fe     | Atl. de Rafaela                                             | 2                                                           |                                                             |  |                                         |                                                   |                                                   |                                                   |  |                                         |                                                  |                                                  |                                                  |  |                                      |                                         |                                |                                |  |  |                                         |                           |                           |
|  |                                                                           | Bandera de la Provincia de Buenos Aires                                   | Banfield                                                                  | 0     |                                         |                                                             |                                                             |                                                             |  |                                         |                                                   |                                                   |                                                   |  |                                         |                                                  |                                                  |                                                  |  |                                      |                                         |                                |                                |  |  |                                         |                           |                           |
|  | Bandera de la Provincia de Buenos Aires                                   | Bandera de la Provincia de Buenos Aires                                   | Banfield                                                                  | 0     | Banfield                                | 2                                                           |                                                             |                                                             |  |                                         |                                                   |                                                   |                                                   |  |                                         |                                                  |                                                  |                                                  |  |                                      |                                         |                                |                                |  |  |                                         |                           |                           |
|  | Bandera de la Provincia de Buenos Aires                                   |                                                                           |                                                                           |       | Banfield                                | 2                                                           |                                                             |                                                             |  |                                         |                                                   |                                                   |                                                   |  |                                         |                                                  |                                                  |                                                  |  |                                      |                                         |                                |                                |  |  |                                         |                           |                           |
|  | Bandera de la Provincia de Entre Ríos                                     | Atlético Paraná                                                           | 1                                                                         |       |                                         |                                                             |                                                             |                                                             |  |                                         |                                                   |                                                   |                                                   |  |                                         |                                                  |                                                  |                                                  |  |                                      |                                         |                                |                                |  |  |                                         |                           |                           |
|  | Bandera de la Provincia de Entre Ríos                                     | Atlético Paraná                                                           | 1                                                                         |       |                                         |                                                             |                                                             |                                                             |  |                                         |                                                   |                                                   |                                                   |  | Bandera de la Provincia de Tucumán      | Atlético Tucumán                                 | 0                                                |                                                  |  |                                      |                                         |                                |                                |  |  |                                         |                           |                           |
|  |                                                                           |                                                                           |                                                                           |       |                                         |                                                             |                                                             |                                                             |  |                                         |                                                   |                                                   |                                                   |  | Bandera de la Provincia de Tucumán      | Atlético Tucumán                                 | 0                                                |                                                  |  |                                      |                                         |                                |                                |  |  |                                         |                           |                           |
|  |                                                                           | Bandera de la Provincia de Buenos Aires                                   | Racing Club                                                               | 1     |                                         |                                                             |                                                             |                                                             |  |                                         |                                                   |                                                   |                                                   |  |                                         |                                                  |                                                  |                                                  |  |                                      |                                         |                                |                                |  |  |                                         |                           |                           |
|  | Bandera de la Provincia de Buenos Aires                                   | Bandera de la Provincia de Buenos Aires                                   | Racing Club                                                               | 1     | Racing Club                             | 2                                                           |                                                             |                                                             |  |                                         |                                                   |                                                   |                                                   |  |                                         |                                                  |                                                  |                                                  |  |                                      |                                         |                                |                                |  |  |                                         |                           |                           |
|  | Bandera de la Provincia de Buenos Aires                                   |                                                                           |                                                                           |       | Racing Club                             | 2                                                           |                                                             |                                                             |  |                                         |                                                   |                                                   |                                                   |  |                                         |                                                  |                                                  |                                                  |  |                                      |                                         |                                |                                |  |  |                                         |                           |                           |
|  | Bandera de la Provincia de Buenos Aires                                   | El Porvenir                                                               | 0                                                                         |       |                                         |                                                             |                                                             |                                                             |  |                                         |                                                   |                                                   |                                                   |  |                                         |                                                  |                                                  |                                                  |  |                                      |                                         |                                |                                |  |  |                                         |                           |                           |
|  | Bandera de la Provincia de Buenos Aires                                   | El Porvenir                                                               | 0                                                                         |       | Bandera de la Provincia de Buenos Aires | Racing Club                                                 | 3                                                           |                                                             |  |                                         |                                                   |                                                   |                                                   |  |                                         |                                                  |                                                  |                                                  |  |                                      |                                         |                                |                                |  |  |                                         |                           |                           |
|  |                                                                           |                                                                           |                                                                           |       | Bandera de la Provincia de Buenos Aires | Racing Club                                                 | 3                                                           |                                                             |  |                                         |                                                   |                                                   |                                                   |  |                                         |                                                  |                                                  |                                                  |  |                                      |                                         |                                |                                |  |  |                                         |                           |                           |
|  |                                                                           | Bandera de la Provincia de Entre Ríos                                     | Patronato                                                                 | 1     |                                         |                                                             |                                                             |                                                             |  |                                         |                                                   |                                                   |                                                   |  |                                         |                                                  |                                                  |                                                  |  |                                      |                                         |                                |                                |  |  |                                         |                           |                           |
|  | Bandera de la Provincia de Entre Ríos                                     | Bandera de la Provincia de Entre Ríos                                     | Patronato                                                                 | 1     | Patronato (p)                           | 0(5)                                                        |                                                             |                                                             |  |                                         |                                                   |                                                   |                                                   |  |                                         |                                                  |                                                  |                                                  |  |                                      |                                         |                                |                                |  |  |                                         |                           |                           |
|  | Bandera de la Provincia de Entre Ríos                                     |                                                                           |                                                                           |       | Patronato (p)                           | 0(5)                                                        |                                                             |                                                             |  |                                         |                                                   |                                                   |                                                   |  |                                         |                                                  |                                                  |                                                  |  |                                      |                                         |                                |                                |  |  |                                         |                           |                           |
|  | Bandera de la Provincia de Santa Fe                                       | Newell's Old Boys                                                         | 0(4)                                                                      |       |                                         |                                                             |                                                             |                                                             |  |                                         |                                                   |                                                   |                                                   |  |                                         |                                                  |                                                  |                                                  |  |                                      |                                         |                                |                                |  |  |                                         |                           |                           |
|  | Bandera de la Provincia de Santa Fe                                       | Newell's Old Boys                                                         | 0(4)                                                                      |       |                                         |                                                             |                                                             |                                                             |  | Bandera de la Provincia de Buenos Aires | Racing Club                                       | 2                                                 |                                                   |  |                                         |                                                  |                                                  |                                                  |  |                                      |                                         |                                |                                |  |  |                                         |                           |                           |
|  | Grupo 4                                                                   |                                                                           |                                                                           |       |                                         |                                                             |                                                             |                                                             |  | Bandera de la Provincia de Buenos Aires | Racing Club                                       | 2                                                 |                                                   |  |                                         |                                                  |                                                  |                                                  |  |                                      |                                         |                                |                                |  |  |                                         |                           |                           |
|  |                                                                           | Bandera de la Provincia del Chaco                                         | Sarmiento (R)                                                             | 0     |                                         |                                                             |                                                             |                                                             |  |                                         |                                                   |                                                   |                                                   |  |                                         |                                                  |                                                  |                                                  |  |                                      |                                         |                                |                                |  |  |                                         |                           |                           |
|  | Bandera de la Provincia del Chaco                                         | Bandera de la Provincia del Chaco                                         | Sarmiento (R)                                                             | 0     | Sarmiento (R)                           | 1                                                           |                                                             |                                                             |  |                                         |                                                   |                                                   |                                                   |  |                                         |                                                  |                                                  |                                                  |  |                                      |                                         |                                |                                |  |  |                                         |                           |                           |
|  | Bandera de la Provincia del Chaco                                         |                                                                           |                                                                           |       | Sarmiento (R)                           | 1                                                           |                                                             |                                                             |  |                                         |                                                   |                                                   |                                                   |  |                                         |                                                  |                                                  |                                                  |  |                                      |                                         |                                |                                |  |  |                                         |                           |                           |
|  | Bandera de la Provincia de Jujuy                                          | Gimnasia (J)                                                              | 0                                                                         |       |                                         |                                                             |                                                             |                                                             |  |                                         |                                                   |                                                   |                                                   |  |                                         |                                                  |                                                  |                                                  |  |                                      |                                         |                                |                                |  |  |                                         |                           |                           |
|  | Bandera de la Provincia de Jujuy                                          | Gimnasia (J)                                                              | 0                                                                         |       | Bandera de la Provincia del Chaco       | Sarmiento (R)                                               | 2                                                           |                                                             |  |                                         |                                                   |                                                   |                                                   |  |                                         |                                                  |                                                  |                                                  |  |                                      |                                         |                                |                                |  |  |                                         |                           |                           |
|  |                                                                           |                                                                           |                                                                           |       | Bandera de la Provincia del Chaco       | Sarmiento (R)                                               | 2                                                           |                                                             |  |                                         |                                                   |                                                   |                                                   |  |                                         |                                                  |                                                  |                                                  |  |                                      |                                         |                                |                                |  |  |                                         |                           |                           |
|  |                                                                           | Bandera de la Provincia de Buenos Aires                                   | Arsenal                                                                   | 1     |                                         |                                                             |                                                             |                                                             |  |                                         |                                                   |                                                   |                                                   |  |                                         |                                                  |                                                  |                                                  |  |                                      |                                         |                                |                                |  |  |                                         |                           |                           |
|  | Bandera de la Provincia de Buenos Aires                                   | Bandera de la Provincia de Buenos Aires                                   | Arsenal                                                                   | 1     | Arsenal                                 | 2                                                           |                                                             |                                                             |  |                                         |                                                   |                                                   |                                                   |  |                                         |                                                  |                                                  |                                                  |  |                                      |                                         |                                |                                |  |  |                                         |                           |                           |
|  | Bandera de la Provincia de Buenos Aires                                   |                                                                           |                                                                           |       | Arsenal                                 | 2                                                           |                                                             |                                                             |  |                                         |                                                   |                                                   |                                                   |  |                                         |                                                  |                                                  |                                                  |  |                                      |                                         |                                |                                |  |  |                                         |                           |                           |
|  | Bandera de la Ciudad de Buenos Aires                                      | General Lamadrid                                                          | 1                                                                         |       |                                         |                                                             |                                                             |                                                             |  |                                         |                                                   |                                                   |                                                   |  |                                         |                                                  |                                                  |                                                  |  |                                      |                                         |                                |                                |  |  |                                         |                           |                           |

### Sedes
Los siguientes quince estadios formaron parte de las sedes en las que se disputaron los partidos a partir de los 32vos. de final, según lo dispuesto por los organizadores.
|                                                                      |                                                                       |                                                               |                                                                     |
|                                                                      |                                                                       |                                                               |                                                                     |
| Bicentenario Ciudad de Catamarca Ciudad: Catamarca Capacidad: 18.500 | Brigadier General Estanislao López Ciudad: Santa Fe Capacidad: 40.000 | Centenario Ciudad: Resistencia Capacidad: 25.000              | Centenario Dr. José Luis Meiszner Ciudad: Quilmes Capacidad: 30.200 |
|                                                                      |                                                                       |                                                               |                                                                     |
| Ciudad de Lanús Ciudad: Lanús Capacidad: 46.619                      | Ciudad de Vicente López Ciudad: Florida Capacidad: 31.000             | Diego Armando Maradona Ciudad: Buenos Aires Capacidad: 24.800 | Florencio Sola Ciudad: Banfield Capacidad: 34.901                   |
|                                                                      |                                                                       |                                                               |                                                                     |
| Gigante de Arroyito Ciudad: Rosario Capacidad: 41.654                | Julio Humberto Grondona Ciudad: Sarandí Capacidad: 16.300             | Marcelo Bielsa Ciudad: Rosario Capacidad: 38.095              | Padre Ernesto Martearena Ciudad: Salta Capacidad: 21.000            |
|                                                                      |                                                                       |                                                               |                                                                     |
| San Juan del Bicentenario Ciudad: San Juan Capacidad: 25.286         | Tomás Adolfo Ducó Ciudad: Buenos Aires Capacidad: 48.000              | Tres de Febrero Ciudad: José Ingenieros Capacidad: 19.000     |                                                                     |

### Treintaidosavos de final
Se disputaron 8 partidos en cada grupo, en las distintas sedes. Los mismos se desarrollaron entre el 22 de noviembre de 2011 y el 29 de febrero de 2012. Los ganadores de los cruces pasaron a los 16.avos de final, dentro de su respectivo grupo.

#### Grupo 1
| Fecha           | Estadio                          | Equipo 1        | Resultado     | Equipo 2            |
| --------------- | -------------------------------- | --------------- | ------------- | ------------------- |
| 29 de febrero   | Padre Ernesto Martearena         | Vélez Sarsfield | 2 - 0         | Racing (T)          |
| 2 de febrero    | Padre Ernesto Martearena         | Rosario Central | 1 - 0         | Guillermo Brown     |
| 30 de noviembre | Bicentenario Ciudad de Catamarca | Belgrano        | 3 - 0         | Sacachispas         |
| 23 de noviembre | Padre Ernesto Martearena         | Independiente   | 4 - 0         | Colegiales          |
| 30 de noviembre | Padre Ernesto Martearena         | Central Norte   | 1 - 2         | Olimpo              |
| 30 de noviembre | Bicentenario Ciudad de Catamarca | Huracán         | (3) 0 - 0 (4) | Excursionistas      |
| 6 de diciembre  | Centenario de Resistencia        | Boca Unidos     | (5) 1 - 1 (6) | Central Córdoba (R) |
| 2 de febrero    | Padre Ernesto Martearena         | Boca Juniors    | (4) 1 - 1 (3) | Santamarina         |

#### Grupo 2
| Fecha           | Estadio                   | Equipo 1                | Resultado     | Equipo 2           |
| --------------- | ------------------------- | ----------------------- | ------------- | ------------------ |
| 24 de noviembre | San Juan del Bicentenario | Estudiantes (LP)        | 2 - 1         | Unión (VK)         |
| 7 de diciembre  | San Juan del Bicentenario | Guaymallén              | 0 - 2         | Deportivo Merlo    |
| 22 de noviembre | San Juan del Bicentenario | San Martín (SJ)         | 0 - 1         | Sarmiento (J)      |
| 30 de noviembre | Gigante de Arroyito       | Colón                   | 2 - 1         | Talleres (C)       |
| 29 de noviembre | Ciudad de Lanús           | Tigre                   | 4 - 2         | Defensa y Justicia |
| 30 de noviembre | San Juan del Bicentenario | Desamparados            | 0 - 1         | Gimnasia (LP)      |
| 22 de noviembre | San Juan del Bicentenario | Independiente Rivadavia | (3) 1 - 1 (5) | Aldosivi           |
| 7 de febrero    | Padre Ernesto Martearena  | Argentinos Juniors      | 3 - 0         | Racing (O)         |

#### Grupo 3
| Fecha           | Estadio                          | Equipo 1          | Resultado     | Equipo 2               |
| --------------- | -------------------------------- | ----------------- | ------------- | ---------------------- |
| 7 de febrero    | Padre Ernesto Martearena         | Lanús             | (7) 0 - 0 (8) | Barracas Central       |
| 7 de diciembre  | Bicentenario Ciudad de Catamarca | Atlético Policial | 4 - 1         | Instituto              |
| 24 de noviembre | Ciudad de Lanús                  | Chacarita Juniors | 2 - 1         | Unión                  |
| 23 de noviembre | Bicentenario Ciudad de Catamarca | San Lorenzo       | 2 - 1         | Villa Dálmine          |
| 23 de noviembre | Tomás Adolfo Ducó                | All Boys          | (3) 1 - 1 (4) | Atlanta                |
| 7 de diciembre  | Bicentenario Ciudad de Catamarca | Quilmes           | (5) 0 - 0 (3) | Riestra                |
| 23 de noviembre | Bicentenario Ciudad de Catamarca | Sportivo Belgrano | (5) 2 - 2 (3) | Almirante Brown        |
| 7 de diciembre  | San Juan del Bicentenario        | River Plate       | 1 - 0         | Defensores de Belgrano |

#### Grupo 4
| Fecha           | Estadio                    | Equipo 1            | Resultado     | Equipo 2               |
| --------------- | -------------------------- | ------------------- | ------------- | ---------------------- |
| 24 de noviembre | San Juan del Bicentenario  | Godoy Cruz          | (2) 1 - 1 (4) | Sportivo Italiano      |
| 23 de noviembre | Padre Ernesto Martearena   | Atlético Tucumán    | 3 - 2         | Estudiantes (BA)       |
| 30 de noviembre | Brigadier Estanislao López | Atlético de Rafaela | (4) 0 - 0 (2) | Ferro Carril Oeste     |
| 30 de noviembre | Tres de Febrero            | Banfield            | 2 - 1         | Atlético Paraná        |
| 30 de noviembre | San Juan del Bicentenario  | Racing Club         | 2 - 0         | El Porvenir            |
| 29 de noviembre | Brigadier Estanislao López | Patronato           | (5) 0 - 0 (4) | Newell's Old Boys      |
| 6 de diciembre  | Centenario de Resistencia  | Sarmiento (R)       | 1 - 0         | Gimnasia y Esgrima (J) |
| 29 de febrero   | Padre Ernesto Martearena   | Arsenal             | 2 - 1         | General Lamadrid       |

### Dieciseisavos de final
Se disputaron 4 partidos en cada grupo, en las distintas sedes. Los mismos se desarrollaron entre el 29 de febrero y el 29 de marzo de 2012. Los ganadores pasaron a los octavos de final, en su grupo

#### Grupo 1
| Fecha         | Estadio                   | Equipo 1        | Resultado     | Equipo 2        |
| ------------- | ------------------------- | --------------- | ------------- | --------------- |
| 29 de febrero | San Juan del Bicentenario | Central Córdoba | 0 - 2         | Boca Juniors    |
| 7 de marzo    | Padre Ernesto Martearena  | Belgrano        | 2 - 0         | Independiente   |
| 22 de marzo   | Ciudad de Vicente López   | Olimpo          | (5) 1 - 1 (4) | Excursionistas  |
| 29 de marzo   | Padre Ernesto Martearena  | Vélez Sarsfield | (4) 1 - 1 (5) | Rosario Central |

#### Grupo 2
| Fecha       | Estadio                           | Equipo 1                | Resultado     | Equipo 2           |
| ----------- | --------------------------------- | ----------------------- | ------------- | ------------------ |
| 13 de marzo | Marcelo Bielsa                    | Colón                   | 0 - 1         | Sarmiento (J)      |
| 13 de marzo | Centenario Dr. José Luis Meiszner | Estudiantes de La Plata | (4) 0 - 0 (5) | Deportivo Merlo    |
| 28 de marzo | Centenario Dr. José Luis Meiszner | Aldosivi                | 0 - 2         | Argentinos Juniors |
| 20 de marzo | Bicentenario Ciudad de Catamarca  | Tigre                   | (4) 1 - 1 (1) | Gimnasia (LP)      |

#### Grupo 3
| Fecha       | Estadio                          | Equipo 1          | Resultado     | Equipo 2         |
| ----------- | -------------------------------- | ----------------- | ------------- | ---------------- |
| 6 de marzo  | Bicentenario Ciudad de Catamarca | Sportivo Belgrano | 0 - 2         | River Plate      |
| 14 de marzo | Padre Ernesto Martearena         | Chacarita Juniors | (1) 1 - 1 (3) | San Lorenzo      |
| 15 de marzo | Bicentenario Ciudad de Catamarca | Atlanta           | 1 - 2         | Quilmes          |
| 27 de marzo | Bicentenario Ciudad de Catamarca | Atlético Policial | 0 - 4         | Barracas Central |

#### Grupo 4
| Fecha       | Estadio                          | Equipo 1            | Resultado     | Equipo 2         |
| ----------- | -------------------------------- | ------------------- | ------------- | ---------------- |
| 15 de marzo | Bicentenario Ciudad de Catamarca | Atlético de Rafaela | 2 - 0         | Banfield         |
| 20 de marzo | Bicentenario Ciudad de Catamarca | Sportivo Italiano   | (3) 0 - 0 (4) | Atlético Tucumán |
| 21 de marzo | Padre Ernesto Martearena         | Racing Club         | 3 - 1         | Patronato        |
| 21 de marzo | Florencio Sola                   | Sarmiento (R)       | 2 - 1         | Arsenal          |

### Octavos de final
Se disputaron dos partidos en cada grupo, en las distintas sedes. Los mismos se desarrollaron entre el 11 de abril y el 2 de mayo de 2012. Los ganadores pasaron a los cuartos de final.

#### Grupo 1
| Fecha       | Estadio                          | Equipo 1 | Resultado       | Equipo 2        |
| ----------- | -------------------------------- | -------- | --------------- | --------------- |
| 25 de abril | Bicentenario Ciudad de Catamarca | Olimpo   | (10) 1 - 1 (11) | Boca Juniors    |
| 25 de abril | San Juan del Bicentenario        | Belgrano | 1 - 2           | Rosario Central |

#### Grupo 2
| Fecha       | Estadio                 | Equipo 1        | Resultado | Equipo 2           |
| ----------- | ----------------------- | --------------- | --------- | ------------------ |
| 18 de abril | Ciudad de Vicente López | Deportivo Merlo | 2 - 1     | Sarmiento (J)      |
| 11 de abril | Julio Humberto Grondona | Tigre           | 1 - 0     | Argentinos Juniors |

#### Grupo 3
| Fecha       | Estadio                   | Equipo 1         | Resultado     | Equipo 2    |
| ----------- | ------------------------- | ---------------- | ------------- | ----------- |
| 11 de abril | San Juan del Bicentenario | Quilmes          | 1 - 2         | River Plate |
| 2 de mayo   | Diego Armando Maradona    | Barracas Central | (4) 1 - 1 (5) | San Lorenzo |

#### Grupo 4
| Fecha       | Estadio                          | Equipo 1            | Resultado     | Equipo 2         |
| ----------- | -------------------------------- | ------------------- | ------------- | ---------------- |
| 12 de abril | Bicentenario Ciudad de Catamarca | Atlético de Rafaela | (3) 0 - 0 (4) | Atlético Tucumán |
| 18 de abril | Centenario de Resistencia        | Racing Club         | 2 - 0         | Sarmiento (R)    |

### Cuartos de final
Se disputó un partido entre los dos finalistas de cada grupo, en las distintas sedes. Los mismos se desarrollaron entre el 9 y el 30 de mayo de 2012. Los ganadores de cada grupo pasaron a las semifinales.

#### Grupo 1
| Fecha      | Estadio                   | Equipo 1     | Resultado     | Equipo 2        |
| ---------- | ------------------------- | ------------ | ------------- | --------------- |
| 30 de mayo | San Juan del Bicentenario | Boca Juniors | (4) 1 - 1 (2) | Rosario Central |

#### Grupo 2
| Fecha      | Estadio         | Equipo 1        | Resultado | Equipo 2 |
| ---------- | --------------- | --------------- | --------- | -------- |
| 23 de mayo | Tres de Febrero | Deportivo Merlo | 2 - 1     | Tigre    |

#### Grupo 3
| Fecha      | Estadio                  | Equipo 1    | Resultado | Equipo 2    |
| ---------- | ------------------------ | ----------- | --------- | ----------- |
| 16 de mayo | Padre Ernesto Martearena | River Plate | 2 - 0     | San Lorenzo |

#### Grupo 4
| Fecha     | Estadio                          | Equipo 1         | Resultado | Equipo 2    |
| --------- | -------------------------------- | ---------------- | --------- | ----------- |
| 9 de mayo | Bicentenario Ciudad de Catamarca | Atlético Tucumán | 0 - 1     | Racing Club |

### Semifinales
Las semifinales las disputaron los 4 equipos ganadores de cada uno de los grupos. Se enfrentaron el ganador del Grupo 1 con el ganador del Grupo 2, y el ganador del Grupo 3 con el ganador del Grupo 4.

#### Semifinal 1
| Fecha      | Estadio                          | Equipo 1     | Resultado     | Equipo 2        |
| ---------- | -------------------------------- | ------------ | ------------- | --------------- |
| 3 de junio | Bicentenario Ciudad de Catamarca | Boca Juniors | (5) 1 - 1 (4) | Deportivo Merlo |

#### Semifinal 2
| Fecha      | Estadio                  | Equipo 1    | Resultado     | Equipo 2    |
| ---------- | ------------------------ | ----------- | ------------- | ----------- |
| 3 de junio | Padre Ernesto Martearena | River Plate | (4) 0 - 0 (5) | Racing Club |

### Final
La disputaron los equipos ganadores de las semifinales.
| Fecha       | Estadio                   | Equipo 1     | Resultado | Equipo 2    |
| ----------- | ------------------------- | ------------ | --------- | ----------- |
| 8 de agosto | San Juan del Bicentenario | Boca Juniors | 2 - 1     | Racing Club |

## Goleadores
| Jugador           | Equipo            | Goles |
| ----------------- | ----------------- | ----- |
| Ramón Ábila       | Sarmiento (J)     | 3     |
| Neri Bandiera     | Sarmiento (R)     | 3     |
| Matías Recio      | Sarmiento (R)     | 3     |
| Joaquín Cabral    | Rivadavia (L)     | 3     |
| Fernando Benítez  | Atlético Paraná   | 3     |
| Mauro Conocchiari | Sportivo Belgrano | 3     |
| Gonzalo Garavano  | Atlético Tucumán  | 3     |

Fuente: 